# Apicoltura

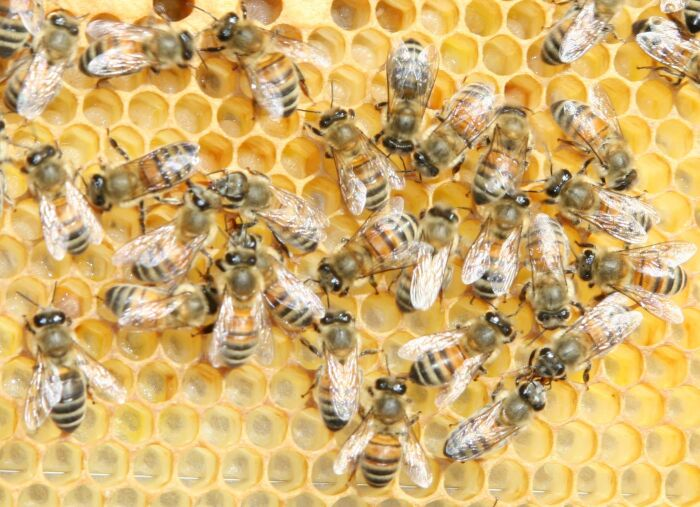

L'apicoltura (o apicultura) è l'allevamento di api (Apis mellifera, Apis cerana) allo scopo di sfruttare i prodotti dell'alveare dove per tale si intenda un'arnia popolata da una famiglia di api. Le arnie "razionali" sono quindi le strutture modulari strutturate con favi mobili dove l'apicoltore ricovera le api. Le arnie più primitive non avevano favi mobili ed erano dette bugno o "bugno villico". Malgrado le specie di api siano diverse, per la sua produttività ha netta predominanza l'Apis mellifera.
Il mestiere dell'apicoltore consiste sostanzialmente nel procurare alle api ricovero e cure, e vegliare sul loro sviluppo; in cambio egli raccoglie una quota discreta del loro prodotto, consistente in:
miele, polline, cera d'api, pappa reale, propoli, veleno.
Praticata in tutti i continenti, questa attività varia a seconda delle varietà delle api, del clima e del livello di sviluppo economico dell'agricoltore, e in essa pratiche ancestrali come l'affumicamento si mischiano a metodi moderni come l'inseminazione artificiale delle regine. Tale allevamento è branca della zootecnica, seppure intesa in accezione ampia, e viene insegnata a livello accademico nei moduli di apicoltura come attività zootecnica, per quanto riguarda le scienze e tecnologie delle produzioni animali, nei corsi di zootecnia in medicina veterinaria, e nei corsi di zoocolture nell'ambito di scienze biologiche e naturali.

## Storia
Il miele viene utilizzato da circa 12.000 anni.
Che venisse praticata la raccolta del miele in epoca preistorica è attestato dalla pittura rupestre della «cueva de la Araña» (la grotta del ragno) che si trova presso Valencia, in Spagna. Vi si vede un uomo appeso a delle liane che porta un paniere per contenere la raccolta, con la mano infilata in un tronco d'albero alla ricerca del favo di miele.
Non si sa con precisione quando l'uomo imparò ad allevare le api. Tuttavia l'apicoltura era un'attività normale durante l'Antico Regno dell'Egitto, 2400 anni prima di Cristo: scene di raccolta e conservazione del miele sono raffigurate in rappresentazioni riportate alla luce nel tempio del re della V dinastia Niuserra a Abusir.
Il primo apiario nacque probabilmente raccogliendo uno sciame allo stato selvatico.
Più tardi, man mano che si padroneggiarono le tecniche di "accasamento" delle api, comparvero i primi alveari artificiali, fatti probabilmente di tronchi cavi o di scorza di sughero.

Raccolta del miele nella pittura rupestre di Valencia
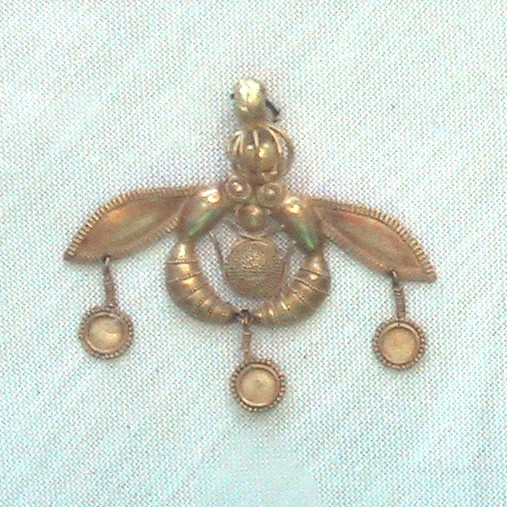
Api in un gioiello di Malia (Creta, circa 1600 a.C.)
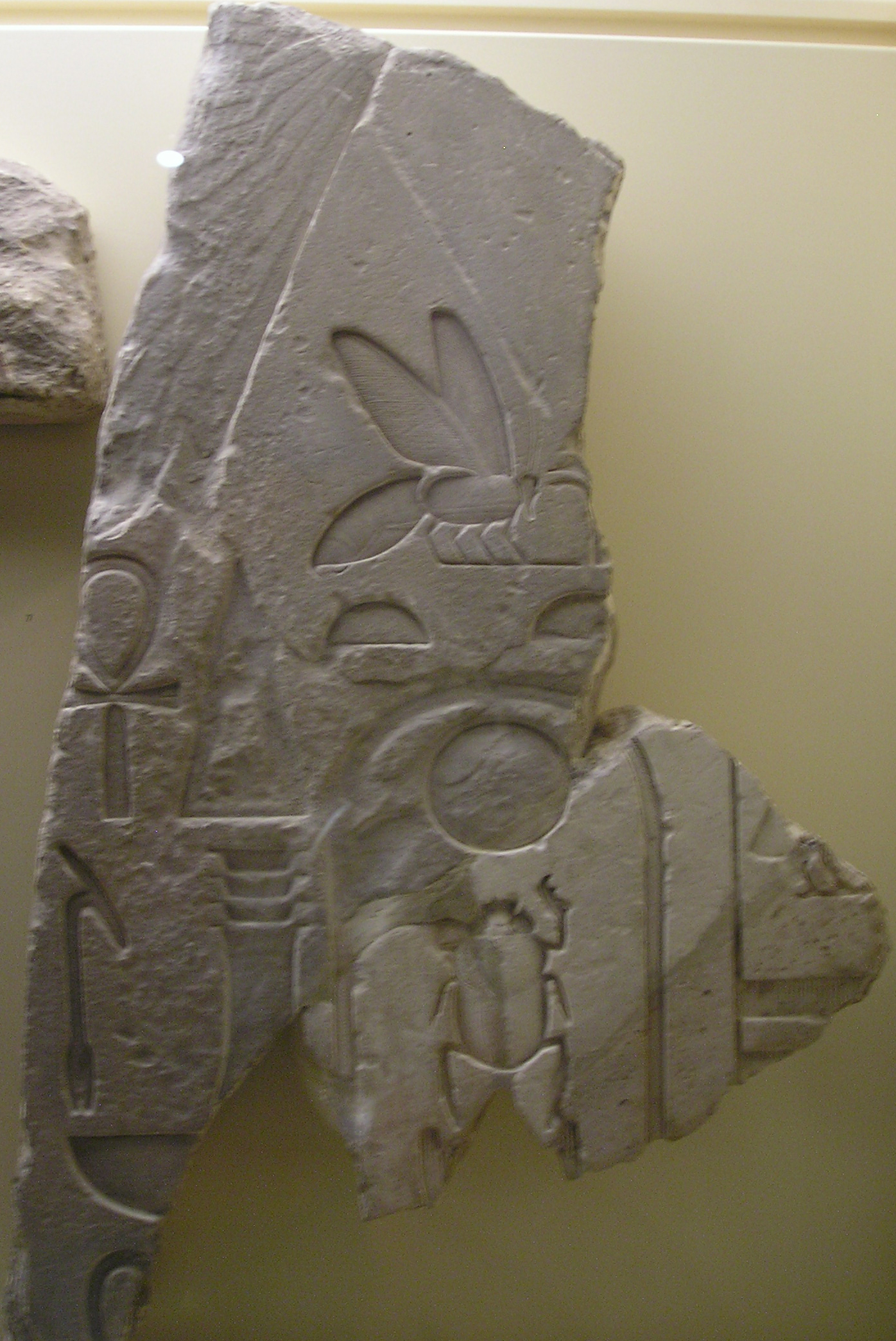
Ape in un rilievo egiziano

Nella storia dell'apicoltura particolare importanza riveste l'arnia in cesta di paglia o di vimini, che veniva impermeabilizzata con una copertura in creta o in creta e sterco. In questo caso si richiama l'attenzione sull'uso greco di porre i cesti rovesciati verso l'alto con una serie di legnetti ed una copertura di pietra o di corteccia. In tale caso i favi venivano spesso costruiti dalle api appesi ai legni mobili posti superiormente e la sfasatura delle pareti, analoga a quella naturale dei favi, non provocava la saldatura alle pareti tipica altrimenti di questi “bugni villici”: erano le antesignane delle arnie moderne a favi mobili.
Si afferma poi sicuramente un tipo di arnia o “bugno villico”, costituito da quattro assi poste a formare un parallelepipedo vagamente piramidale con un imbocco leggermente più piccolo rispetto alla parte terminale. Quest'ultima veniva chiusa da uno sportellino rimovibile. L'origine di tali ricoveri per le api si perde nei secoli e il loro utilizzo, in maniera quasi immutata, è continuato fino a qualche decina di anni fa. 
L'uso e l'allevamento delle api è comune a molte culture: da quella egizia, che li ha effigiati nelle decorazioni tombali, a quella greca e romana, che inseriva con sapienza il miele nella propria alimentazione, codificandone l'uso gastronomico. Virgilio, nelle “Georgiche” descrive le tecniche apistiche. Il miele è poi citato anche nelle religioni ebraiche e musulmane dove “fiumi di latte e miele ristoreranno i guerrieri morti valorosamente per la fede”.
In tutta Europa, nel diradarsi della cortina che avvolge l'alto Medio Evo, troviamo gli evidenti segni di rinascita e razionalizzazione dell'agricoltura, tramite l'opera degli ordini religiosi monastici.
Il binomio apicoltura e religione poi, per vari motivi, rimane sempre una costante fino ai nostri giorni. Non bisogna infatti dimenticare, ad esempio, che la cera vergine rappresentava la materia prima delle candele che rischiaravano i luoghi di culto (da alcuni decenni si utilizzano candele bianche in paraffina e stearina).
Alla fine del Settecento risalgono alcuni trattati di Anton Janša. Nell'Ottocento, in tutto il mondo, il settore apistico registra un fermento nuovo, una storica rivoluzione. L'arnia in paglia con favi mobili di tipo greco aveva ispirato nel corso dei secoli alcuni sviluppi verso l'arnia razionale, ma si erano tutti arenati. Nel 1851 Lorenzo Langstroth fa proprie alcune esperienze precedenti ed inventa il favo mobile. Apre una strada. È tutto un pullulare di invenzioni, molte delle quali abortiscono o non vengono raccolte, ma altre determinano in pochi anni un'autentica rivoluzione, che porta all'arnia moderna. A differenza dell'arnia di antica concezione, la nuova struttura è costituita da un modulo base contenente favi mobili e un sistema modulare di melari, contenenti favetti, sempre mobili, per il periodo di raccolto. Ma le invenzioni non si limitano alle arnie: nel 1857 sono i fogli cerei, e nel 1865 lo smielatore centrifugo. Nasce la moderna apicoltura. Ci vorrà quasi un secolo però per soppiantare completamente i bugni villici e l'apicoltura di tipo più tradizionale.

## L'alveare
La gestione di un alveare consiste soprattutto nel sorvegliarne lo sviluppo in funzione del periodo e delle condizioni ambientali.
Una colonia di api è costituita da un'unica regina, da molte operaie (femmine sterili), da un piccolo numero di fuchi (maschi) e dalla covata (larve). Un alveare è composto da un'unica colonia o famiglia.
Per riprodursi e sopravvivere, una colonia di api cerca di accumulare il massimo possibile di provviste durante la buona stagione, per poter passare l'inverno. La popolazione della colonia varia secondo le stagioni. È molto grande nei periodi in cui le risorse naturali sono abbondanti (da 30.000 a 70.000 individui), allo scopo di fare la maggiore raccolta possibile. D'inverno si riduce fino a scendere attorno ai 6.000 individui, per ridurre al minimo indispensabile il consumo delle provviste. La popolazione non può tuttavia scendere oltre un certo limite, giacché è quella che deve mantenere la temperatura all'interno dell'alveare e dovrà rilanciare la colonia in primavera.

### L'alveare divisibile
L'arnia si può definire come l'unità abitativa costruita dall'apicoltore per accogliere una colonia di api. L'alveare è uno sciame di api all'interno di un'arnia. Un insieme di alveari costituisce un apiario.

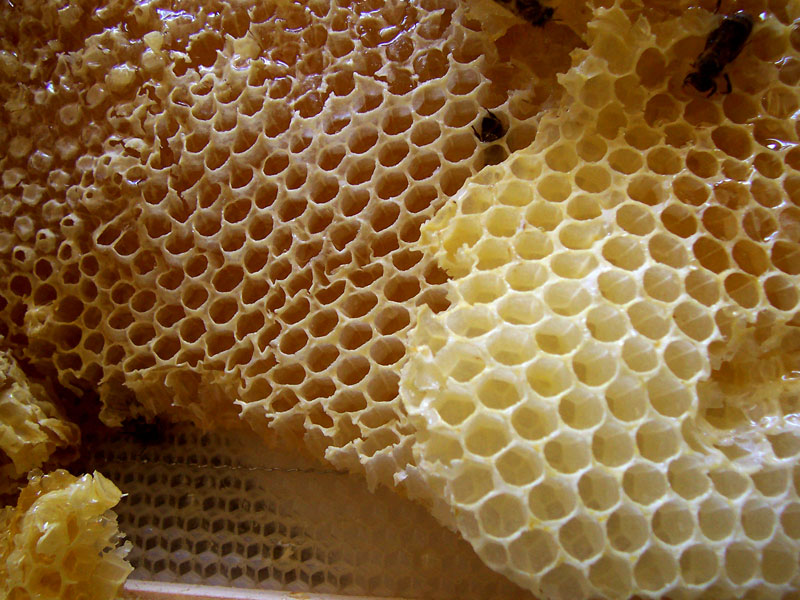
Favo.

Nel XIX e nel XX secolo, l'approccio scientifico all'apicoltura e la ricerca in direzione di un'apicoltura razionale hanno consentito di mettere a punto degli alveari moderni, caratterizzati da favi mobili, di dimensioni precise e standardizzate.
I favi mobili consentono di intervenire nell'alveare senza distruggerlo, sia allo scopo di effettuare controlli di tipo sanitario che allo scopo di raccolta dei prodotti dell'alveare. Costruiti dalle api, a uno a uno, possono essere facilmente estratti e rimessi a posto. Questi favi possono essere sia costruiti su telai preparati dall'apicoltore, sia sospesi a barre o barrette sulle quali l'apicoltore ha disposto degli abbozzi di favi.
Esistono due grandi famiglie di alveari:
- quelle che crescono per elementi standard sovrapposti verticalmente, dette alveari divisibili;
- quelle che crescono per aggiunta di telai affiancati a quelli già sul posto, e sono gli alveari orizzontali.

Le dimensioni degli alveari verticali variano in funzione del numero di elementi impilati, quelle orizzontali hanno sempre lo stesso aspetto, all'esterno, ma hanno all'interno spazio sufficiente per accogliere favi supplementari al momento della crescita della colonia.
Le arnie portano spesso il nome del loro inventore.
Quelle verticali a telaio più comuni in Francia sono le Dadant, Langstroth e Voirnot; la prima è la più presente in Europa, e la sua versione italiana, standardizzata nel 1932, e ancora oggi prevalente nell'apicoltura nazionale, sia pure con successive evoluzioni, si chiamò Italica-Carlini.

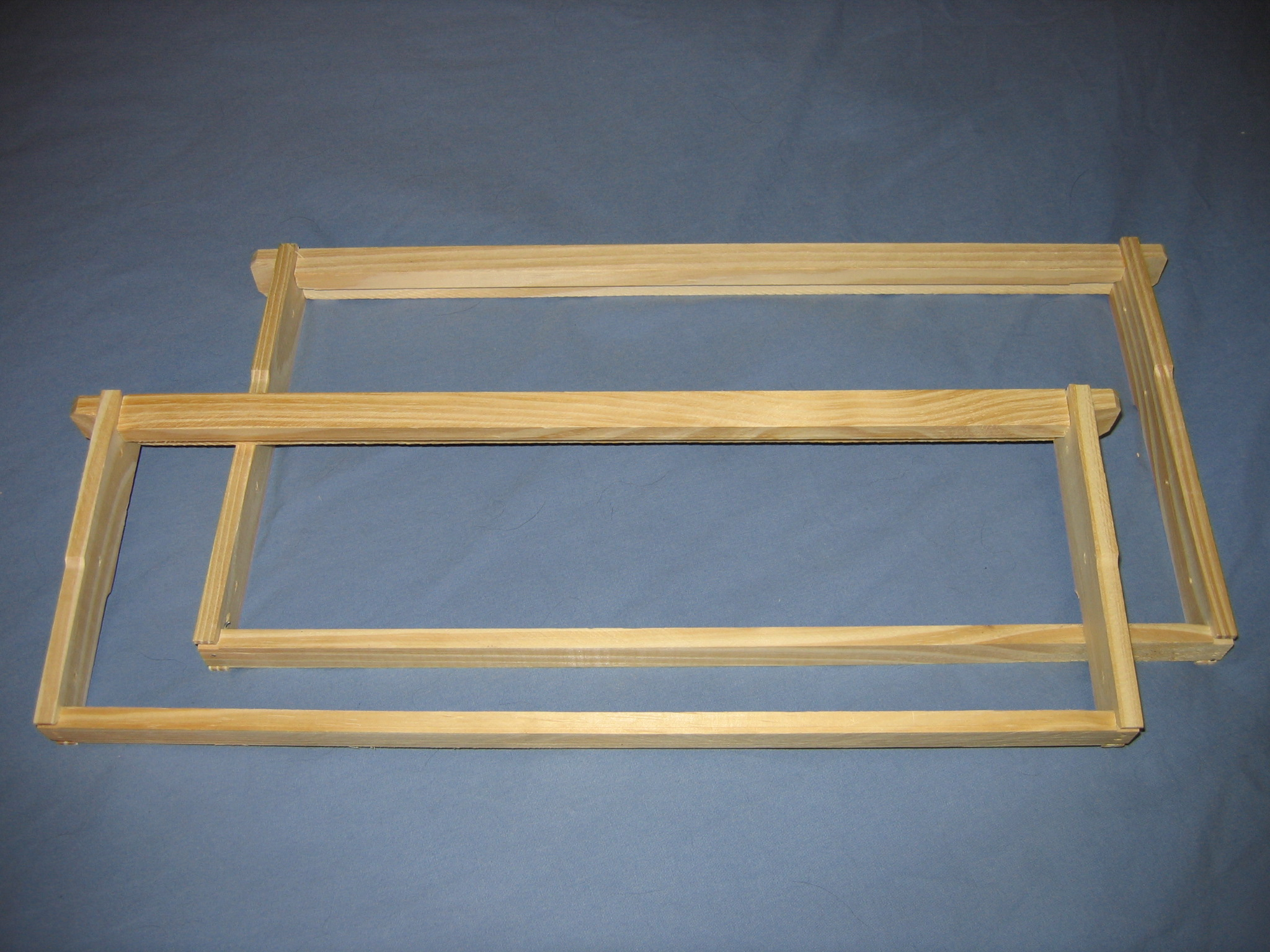
Telaini Langstroth

Il vero inventore del telaino era stato comunque il pastore americano Lorenzo Lorraine Langstroth, originario del Massachusetts, che nel 1851 aveva scoperto il passo d'ape o spazio d'ape, cioè quello spazio di ampiezza fissa (9, 5 mm) da lasciare tra coprifavo e portafavo e tra i montanti dei telaini, che era sufficiente e necessario perché le api non fissassero alla parete e al tetto i favi: nello spazio così lasciato libero le api non costruirono né favi né ponti, il telaio diventò veramente mobile, e non fu più necessario distruggere i favi per estrarne i prodotti.
La scoperta di Langstroth fu determinante per tutti i modelli successivi di favi mobili.
Gli alveari Warré e Climatstable sono anch'essi di tipo verticale, divisibili, ma utilizzano solo le barrette portafavo, senza fogli cerei di avvio, e sono destinati prevalentemente all'apicoltura ecologica.
Tra gli alveari orizzontali a telaio vanno citati quelli messi a punto da De Layens e perfezionati da Jean Hurpin. Attualmente suscita vivo interesse, sia nei paesi in via di sviluppo che in quelli sviluppati, l'alveare a barre portafavo, (hTBH) adatto alle regioni calde, e di basso costo.
Alveare divisibile a telaini mobili
L'alveare divisibile tipico è costituito da un numero variabile di casse impilate, aperte sopra e sotto.
Questa pila poggia su un telaio sporgente da un lato a formare un balcone, detto telaio di volo. Questo balcone costituisce la porta d'accesso delle api.
- La prima cassa si chiama corpo dell'alveare. Esso costituisce il dominio proprio e privato delle api dove vivono e si sviluppano le larve: tutto ciò che vi viene deposto appartiene a loro, e contiene le provviste consumate dalle api e sufficienti a che la colonia possa svernare.
- Le casse successive sono i melari: qui le api depositano parte del miele ma sono queste il dominio dell'agricoltore, che egli toglie periodicamente per estrarre il miele e le rimette vuote.
- Il tutto è sormontato da un coperchio detto coprifavo e, per finire, da un tetto per riparare dalle intemperie.

Il corpo e il melario contengono dei telaini sospesi verticalmente nei quali le api costruiscono i loro favi: i telaini come s'è detto sono mobili, e l'apicoltore può estrarli dall'alveare uno ad uno, in modo da sostituirli al bisogno, o cambiarli di alveare, o verificare lo stato della colonia. I vari modelli di alveare si distinguono per le dimensioni e il numero dei telaini.

## L'ape
L'apicoltura riguarda l'allevamento dell'ape domestica (Apis mellifera) o per le zone asiatiche dell'ape indica (Apis cerana). Altre api che producono il miele sono Apis florea, Apis andreniformis, Apis dorsata, Apis laboriosa, Apis koshevnicovi, Apis nigrocincta. Altre apidi allevate dall'uomo per il miele sono i Meliponini e la Tetragonula iridipennis.
Le api esistono sulla terra da 4 milioni di anni con lo stesso aspetto attuale, come mostrano reperti fossili. Questa longevità e stabilità della specie sono il risultato della sua eccezionale capacità di adattamento. Il comportamento dell'ape dipende, secondo i casi, sia da fattori innati che dalla sua adattabilità alle condizioni ambientali.

### La nascita

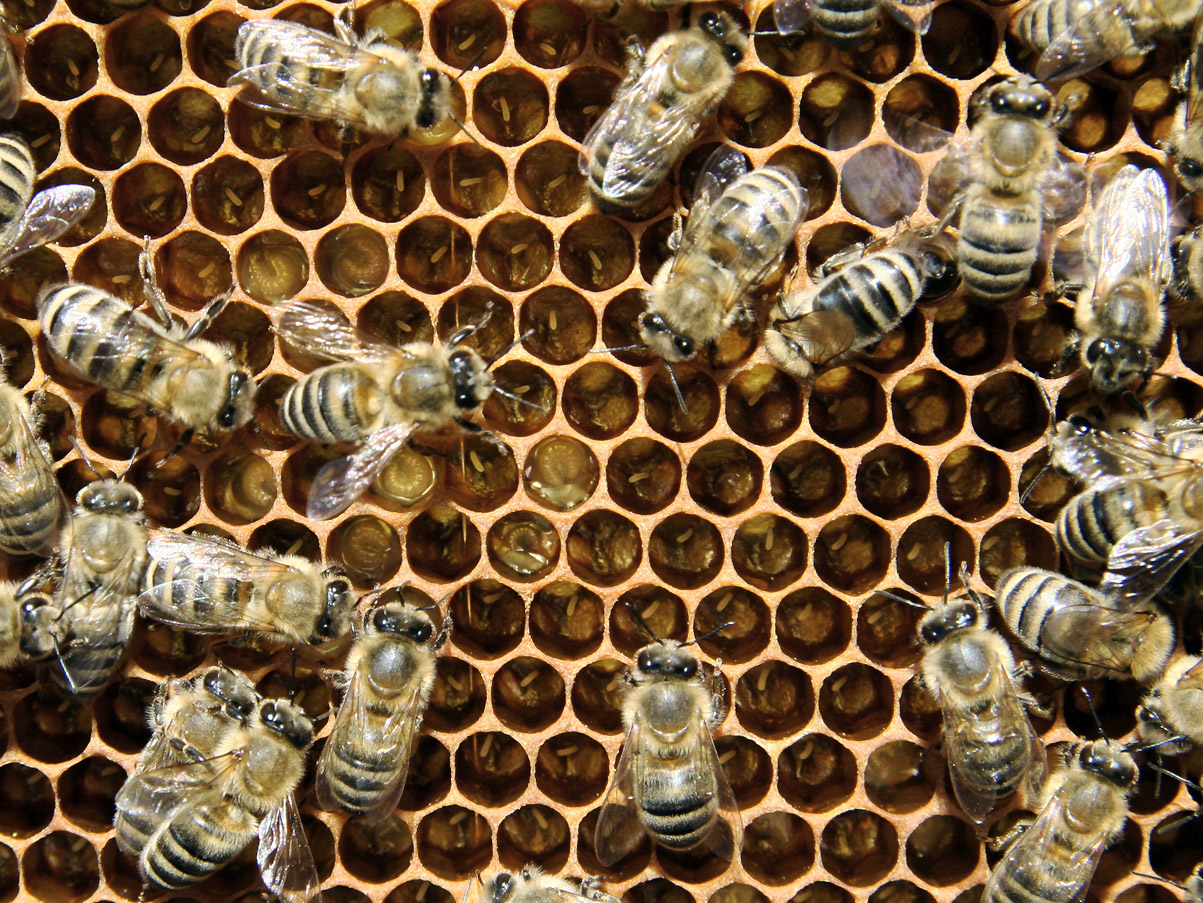
Operaie, uova e larve

La regina depone l'uovo fecondato in una cella. Tre giorni dopo essere stato deposto, l'uovo si schiude. La larva viene dapprima nutrita con la pappa reale, liquido secreto dalle ghiandole faringee delle operaie, poi con un misto di polline e di miele. Solo la larva predisposta a diventare poi una regina, viene nutrita esclusivamente con pappa reale, mentre le larve che diventeranno operaie o fuchi, dopo il terzo giorno di nutrizione a base di pappa reale, assumeranno il misto di polline e miele. Dieci giorni dopo essere stata deposta, la larva ha completato la crescita, e le operaie provvedono ad opercolare la cella (cioè a chiuderla con della cera). La larva intanto si chiude in un bozzolo. Dodici giorni dopo, dalla celletta esce una giovane ape che ha già le dimensioni e l'aspetto definitivi: dalla deposizione sono passate 3 settimane.

## L'ape operaia[3]

### L'operaia d'estate

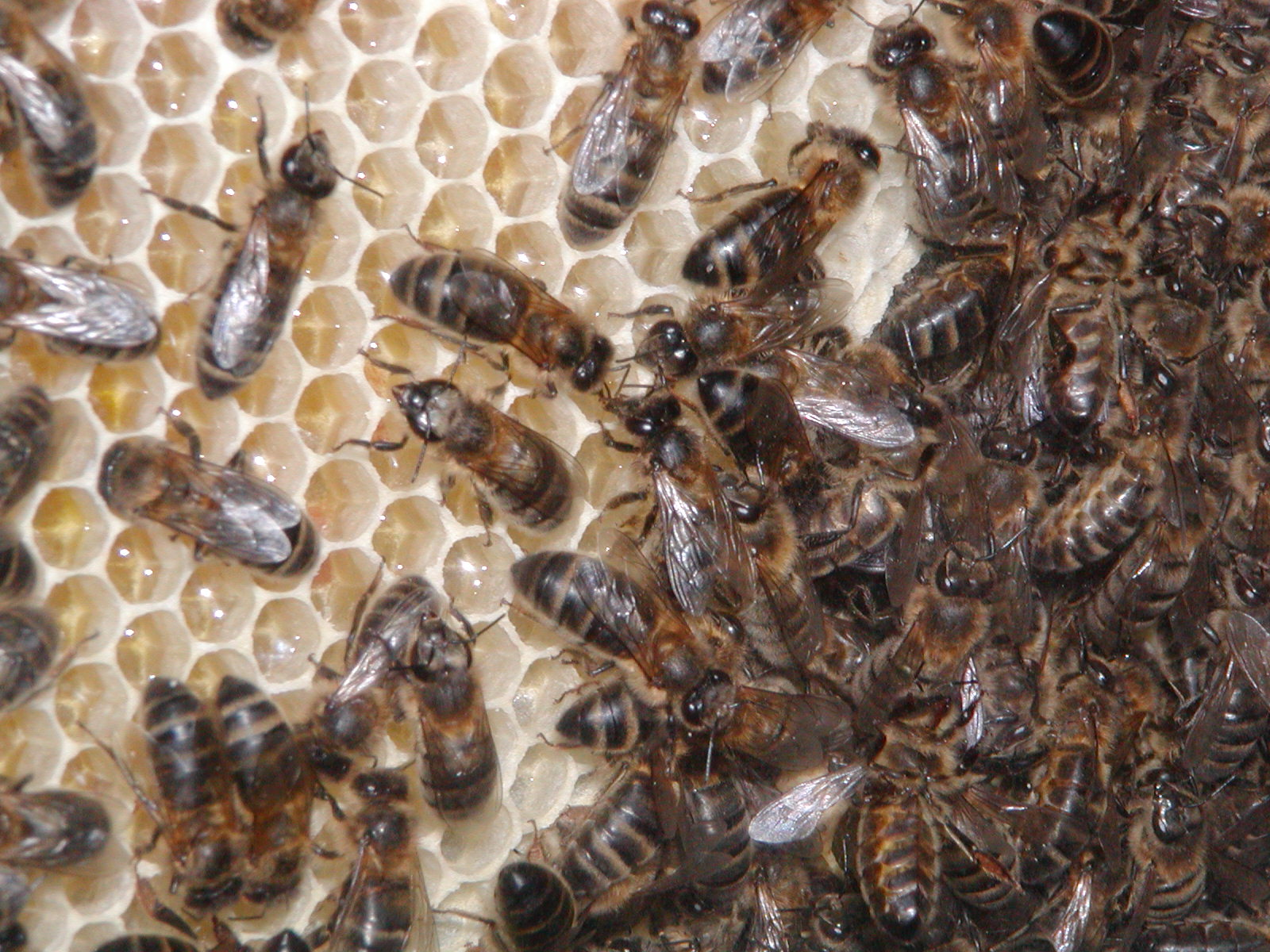
Operaie al lavoro sulle celle

- i primi 3 giorni spazzina: l'ape si dedica alla pulizia delle celle e a rivestirle di propoli.
- dal 4º giorno al 10º giorno, nutrice: per tutto il tempo di sviluppo delle proprie ghiandole, la nuova ape si occupa anzitutto di preparare le celle per le prossime uova. Dopo, potrà nutrire le giovani larve con la pappa reale che lei stessa secernerà. Alla fine di questo periodo farà i suoi primi voli attorno all'alveare.
- dall'11º al 16º giorno costruttrice o ceraiola:
le ghiandole faringee si sono atrofizzate, mentre si sono sviluppate le ghiandole sericipere (quelle che producono e secernono la cera), e ora l'ape partecipa all'ampliamento dei favi, alla trasformazione in miele del nettare portato dalle bottinatrici, alla pulizia e alla regolazione termica dell'alveare (ottenuta agitando le ali "da fermo"), alla sua protezione contro i predatori (soprattutto vespe) e i ladri (api "straniere", cioè provenienti da altri alveari).
- dal 16º al 20º giorno becchina: si occupano di portare via dall'alveare le api morte
- dal 21º giorno fino alla fine della vita bottinatrice:in giro per la campagna nel raggio di 3 km per approvvigionare l'alveare di nettare, melata, polline, propoli e acqua.

L'ape completa in questo modo il ciclo della propria vita: generalmente, un'operaia muore di sfinimento durante un ultimo giro di bottinaggio.

### L'operaia d'inverno
Alla fine dell'estate o all'inizio dell'autunno nascono delle operaie che vivranno da 5 a 6 mesi, dal corpo più ricco di acidi grassi. Il loro lavoro sarà proteggere la regina, mantenere lo sciame nel glomere che passerà l'inverno ad una temperatura di circa 30 °C, e poi, dal mese di febbraio, preparare l'arrivo delle nuove generazioni.

### I fuchi

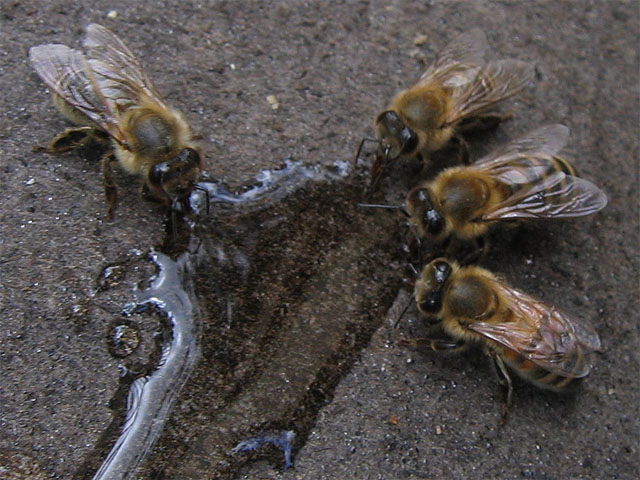
Api che bevono

Dalla primavera all'inizio dell'estate nascono le api maschio, dette fuchi. Provengono da uova non fecondate (sono quindi aploidi, in quanto le loro cellule contengono un solo cromosoma per ogni tipo, e non una coppia). Più grossi delle operaie, sono però sprovvisti di pungiglione.
I fuchi non partecipano al lavoro dell'alveare. Non possono nutrirsi da soli per via della lingua troppo corta, e dipendono quindi interamente, per il sostentamento, dalle operaie. Escono dall'alveare raggruppandosi talvolta in luoghi lontani.
Il loro ruolo è strettamente limitato alla fecondazione delle giovani regine durante il volo nuziale. Quelli che riescono ad accoppiarsi muoiono subito dopo. Quanto agli altri, le operaie smettono di nutrirli alla fine dell'estate ed essi, sempre più deboli man mano che l'autunno s'avvicina, finiscono per essere scacciati dall'alveare, e muoiono di sfinimento o di freddo. Famiglie d'api rimaste prive di regina, tuttavia, possono continuare a fornire accoglienza ai fuchi fino ad autunno inoltrato in attesa dell'accoppiamento con la regina nuova.

### L'ape regina
La regina proviene da un uovo fecondato identico a quello da cui nasce l'operaia. Durante il suo sviluppo la larva sarà nutrita esclusivamente di pappa reale, e sarà proprio questa dieta che le permetterà di diventare la regina.
Nasce 18 giorni dopo la deposizione dell'uovo, cioè 5 giorni prima dell'operaia.
È raro riuscire a vedere una regina all'esterno, mentre è relativamente facile riconoscerla dentro l'alveare: si distingue infatti dalle numerose operaie che la circondano, la proteggono e la nutrono, e per la maggiore lunghezza dell'addome.
Le regine nascono sia per sostituire una regina vecchia o malata che abbandona l'alveare (fenomeno detto sciamatura e che tranne casi patologici avviene solo in primavera), sia in caso di morte della regina precedente (il che può avvenire in qualsiasi periodo dell'anno).
Una settimana dopo la nascita, la giovane regina intraprende il suo volo nuziale. Raggiunge un punto dove si riuniscono i maschi del vicinato (assicurando così la diversità genetica) e si accoppia con diversi maschi, in volo, finché il ricettacolo seminale di cui è dotata non è pieno. I maschi che l'hanno fecondata, il cui apparato genitale viene divelto nell'accoppiamento, moriranno tutti poco dopo: il loro ruolo è terminato.
La regina fa un unico volo nuziale: tutto lo sperma ricevuto viene conservato nel suo ricettacolo, ed essa resta in questo modo fecondata per il resto della vita (che dura da quattro a cinque anni).
Una regina che, a causa di malformazioni, maltempo o altri motivi non riesce ad effettuare in tempo il volo d'accoppiamento inizia a deporre uova non fecondate da cui possono nascere solo maschi (questi ultimi infatti sono aploidi, ossia dotati solo di mezzo patrimonio genetico): in questo caso si parla di regina fucaiola. Una colonia con regina fucaiola non è in grado di sopravvivere e dopo un paio di settimane, a causa della confusione ormonale, perde anche la capacità di allevare una regina nuova se le vengono fornite delle larve femminili. Una regina può diventare fucaiola anche in seguito a traumi, esaurimento della spermateca o virosi (in questo caso può essere leggermente contagiosa ed è sconsigliato unificare la famiglia in questione con un'altra). In generale, tutte le regine di sostituzione nate durante l'inverno sono fucaiole in quanto in questa stagione non esistono maschi, che vengono uccisi dalle operaie alla fine dell'autunno.

#### La marcatura della regina
In apicoltura viene spesso praticata la "marcatura della regina" che consente di agevolare l'individuazione dell'insetto durante le ispezioni ai telaini. Questa operazione consiste nell'applicazione di una vernice atossica sul dorso della regina, avendo cura di non sporcarne il capo, le ali o l'addome. Il colore da utilizzare viene scelto in base all'anno di nascita per poter stabilire successivamente l'età esatta della regina, che rimane sempre un dato fondamentale per prevenire eventuali sciamature.

## La comunicazione tra le api
Tra gli insetti sociali la comunicazione riveste un'importanza particolare: è il fattore di coesione di coordinamento delle azioni del gruppo. Le api comunicano per contatto (attraverso il contatto delle antenne), per via chimica (attraverso l'emissione di feromoni), e attraverso le danze.

### Il contatto delle antenne[4]
Le api controllano aspetti importanti del loro comportamento sociale attraverso l'antenna destra. A scoprirlo è stata una ricerca condotta da Lesley J. Rogers, Elisa Rigosi, Elisa Frasnelli e Giorgio Vallortigara, direttore del Centro interdipartimentale Mente/Cervello dell'Università di Trento a Rovereto, i quali hanno dimostrano per la prima volta che anche nelle api esiste un fenomeno di lateralizzazione del sistema nervoso legato al comportamento sociale.
Per testare l'ipotesi che la lateralizzazione dei gangli nervosi delle antenne coinvolgesse anche i comportamenti sociali, i ricercatori hanno asportato una delle due antenne ad alcune api, per poi reimmetterla nel loro ambiente e osservarne il comportamento. È risultato che le api a cui era rimasta l'antenna a destra riuscivano a entrare in contatto con le altre più rapidamente di quelle che disponevano della sola antenna sinistra, interagendo in modo maggiormente positivo, per esempio con la caratteristica estensione della proboscide. Gli insetti a cui era stata asportata l'antenna destra erano invece più propense a mostrare un comportamento aggressivo, mostrando spesso il pungiglione e le mascelle alle altre api, anche a quelle del proprio alveare.
Queste osservazioni hanno aperto la porta a studi sull'esistenza di una lateralizzazione legata anche ad altre forme di comportamento sociale delle api, per esempio la danza di comunicazione, che potrebbero avvantaggiarsi da questo fenomeno.

### I feromoni

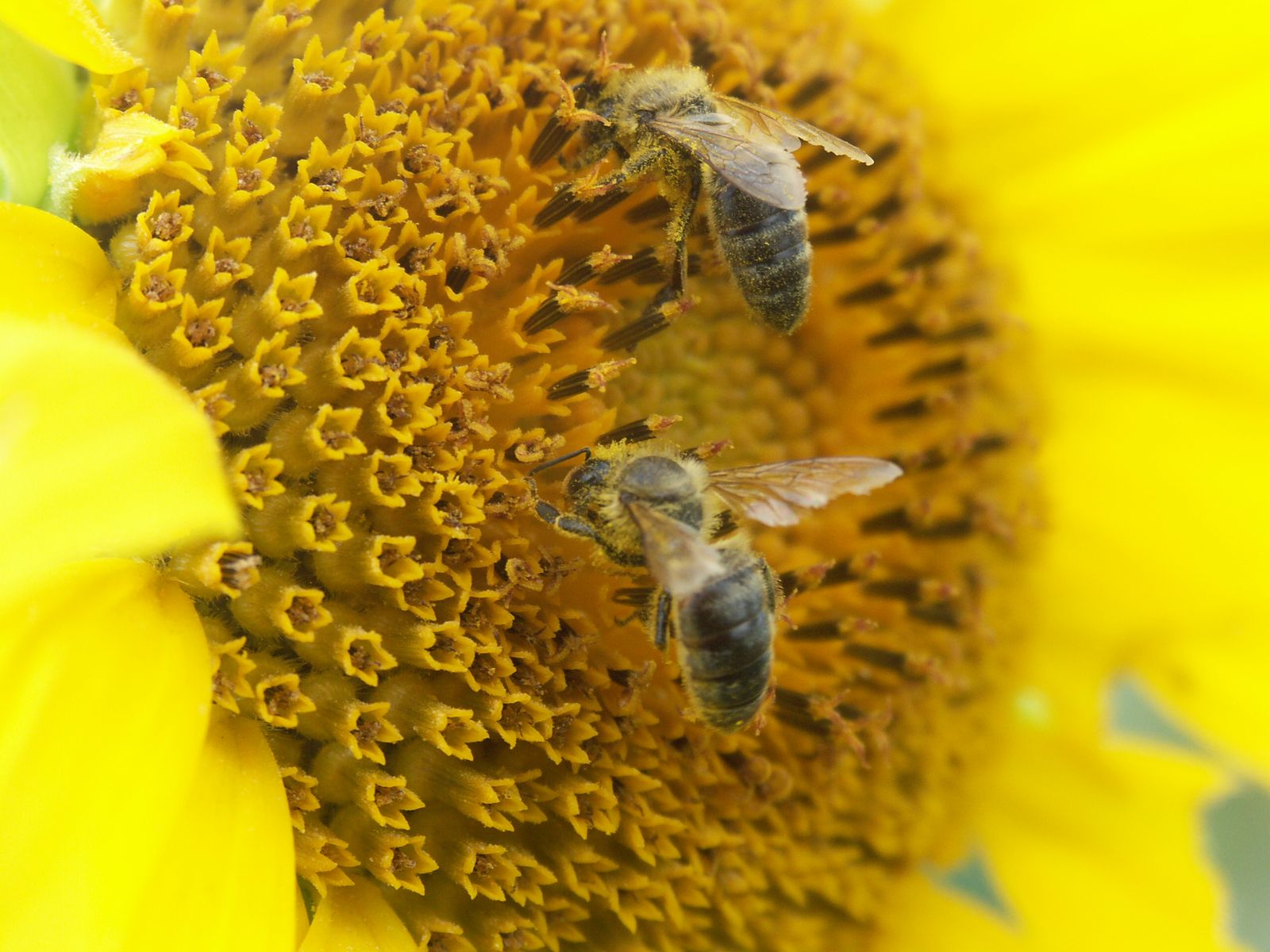
Bottinatrici al lavoro

La ghiandola di Nasanoff è situata sulla faccia dorsale dell'addome delle api, e produce un feromone dalle molteplici funzioni. Serve a marcare l'entrata dell'alveare, o un luogo interessante come fonte di nettare, o un'acqua, o un luogo di sosta provvisorio durante la sciamatura. Per diffondere il feromone, le api espongono il loro addome e muovono l'aria attorno battendo le ali. L'odore del feromone guida le altre operaie.
I feromoni della regina
Avendo un ruolo capitale nella vita della colonia, la regina emette una quantità considerevole di feromoni, di vario tipo.
Si distinguono quelli prodotti dalle ghiandole della mandibola, dalle ghiandole addominali e quelli emessi dall'estremità delle zampe. Il feromone mandibolare è costituito da 5 composti che sono attivi solo insieme.
Il feromone mandibolare è sparso su tutto il corpo della regina per contatto con le operaie. Viene rapidamente diffuso nell'alveare attraverso lo scambio di nutrimento, il contatto tra individui e grazie alla sua volatilità. La funzione principale di questo feromone è di inibire l'allevamento delle regine. Quando la regina invecchia la sua produzione di feromone mandibolare diminuisce, e quando muore le operaie costruiscono le cellette reali in vista della sostituzione.

### La danza delle api
L'ape comunica la localizzazione, l'importanza e la natura delle sorgenti di nettare attraverso una danza a forma di 8, condotta con differenti ritmi e direzioni a seconda della distanza della fonte di nutrimento dall'alveare.
Fonte a meno di 100 metri
Una bottinatrice che torna all'alveare da un terreno di caccia appena scoperto, situato a 60° in direzione del sole, sale verso i favi e spintona le operaie, inducendole ad assaggiare il suo nettare e a sentire il profumo di cui essa stessa è impregnata. Poi comincia a descrivere dei cerchi concentrici attorno ad una celletta. Conoscendo ora il gusto ed il profumo del nettare e sapendo, da questa presentazione, che esso è posizionato a meno di 100 metri di distanza, le altre operaie ne troveranno rapidamente la fonte, pur non avendo alcuna indicazione sulla direzione.
Fonte lontana

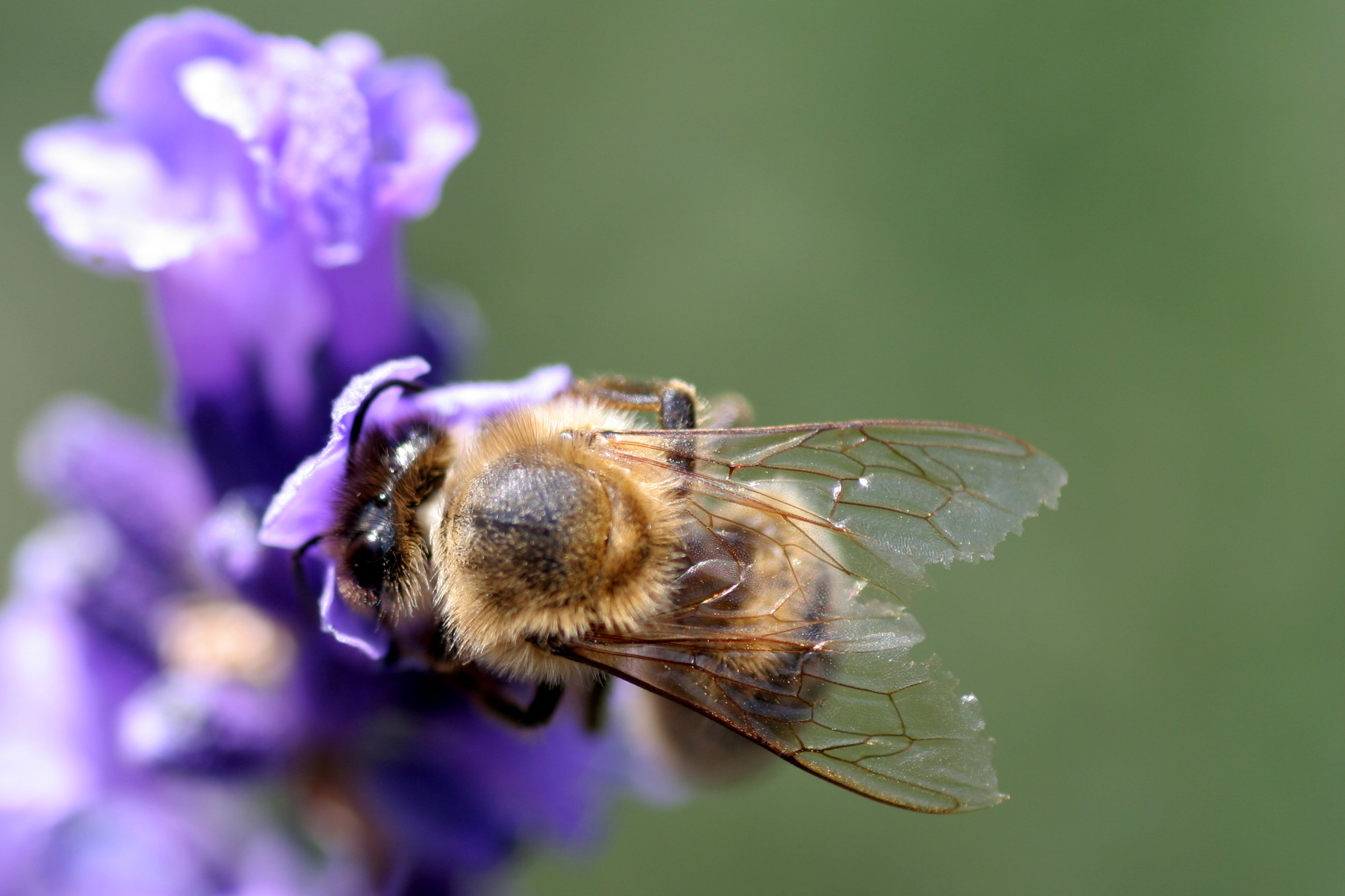
Ape in dettaglio: sono chiaramente distinguibili gli ocelli

In questo caso l'ape si orienta in rapporto alla direzione del sole. Oltre ai due occhi compositi, l'ape dispone, in cima alla testa, di altri 3 ocelli, occhi semplici sensibili alla luce polarizzata, che permettono di trovare il sole attraverso le nuvole. Come nell'altro caso, la bottinatrice punta sui favi, ma inscena una danza differente.
Comincia con un semicerchio, poi si dirige verso il suo punto di partenza seguendo una linea retta; tornata al punto di partenza disegna un altro semicerchio, ma nel senso opposto, ripercorre la linea retta, ricomincia col primo semicerchio e così via. Descrive in questo modo un otto. Quando percorre la linea retta agita l'addome a destra e a sinistra e urta le compagne.
La direzione della linea retta indica la direzione della fonte alimentare.
Si immagini un quadrante con al centro l'alveare, e il sole sulla sua verticale. Sul quadrante, l'ape si dirige dal centro verso la fonte alimentare:
- se questa è in direzione del sole, l'ape si dirige dal basso in alto sulla linea retta;
- se la fonte alimentare si trova a 30° in rapporto alla direzione del sole, l'ape descriverà una linea retta inclinata di 30° a destra rispetto alla verticale, percorsa dal basso in alto;
- se la fonte alimentare è nella direzione opposta a quella del sole, il percorso dell'ape sarà dall'alto in basso.

La distanza è indicata dalla velocità della danza: più questa è veloce, più vicina è la fonte.
Così, in 15 secondi l'ape eseguirà 9 o 10 "otto" per indicare una risorsa situata nel raggio di circa 100 m, ne eseguirà 6 per una distanza di 500 m, e solo 2 per 5 000 metri.

## Apicoltura, economia, ambiente
Grandi esportatori di miele sono l'Ungheria, nell'Unione europea, e l'Argentina, in America.
In Italia, il consumo di miele è fortemente tributario delle importazioni, come si vede nella tabella. La produzione è fortemente variabile, in relazione all'annata climatica (freddi, siccità) e alla salute degli alveari.
Produzione italiana di miele (in tonnellate):
| anno | t. prodotte | t. importate | t. esportate |
| ---- | ----------- | ------------ | ------------ |
| 2000 | 10.000      | 12.500       | 3.400        |
| 2001 | 7.000       | 12.000       | 3.700        |
| 2002 | 3.000       | 14.000       | 3.800        |
| 2003 | 7.000       | 14.400       | 2.500        |
| 2004 | 10.000      | non ind.     | non ind.     |

Nel 2004 gli alveari in Italia erano 1.070.000 (in Francia 1.345.000). Le principali regioni produttrici nel 2004 sono state:
- Lombardia (oltre 116.000 alveari)
- Piemonte (quasi 101.000 alveari)
- Emilia-Romagna (oltre 96.000 alveari)
- Sicilia (90.000 alveari)
- Toscana (oltre 89.000 alveari)

Tra le varie forme di allevamento, l'apicoltura è tra quelle che richiedono maggior passione e vocazione, trattandosi di un'attività che può certo essere razionalizzata, ma in nessun caso industrializzata.
Ad Einstein è stata falsamente attribuita la frase "Quando l'ape scomparirà, l'uomo non avrà più di quattro anni da vivere".
E in effetti a prescindere dalla correttezza della citazione (il cui significato fa riferimento all'opera di impollinazione svolta dalle api, fondamentale per buona parte delle coltivazioni) l'apicoltura può essere assai significativa anche ai fini del controllo ambientale, essendo l'ape un animale molto sensibile alla qualità dell'ambiente in cui vive, e inoltre, per la natura stessa della sua attività, una sorta di "campionatore biologico" assai funzionale, almeno d'estate, in quanto le api, nella loro attività di bottinamento, ispezionano una vasta area attorno all'alveare, venendo a contatto con suolo, vegetazione, aria e acqua. Inoltre il corpo, rivestito di peli, è particolarmente adatto per trattenere i materiali e le sostanze con cui viene a contatto.
L'apicoltore è il primo a constatare il problemi delle sue colonie, e spesso interviene per allertare i poteri o l'opinione pubblica sulla presenza nell'ambiente di inquinanti pericolosi: in Europa, alcuni prodotti fitosanitari sono stati proibiti proprio grazie all'intervento degli apicoltori.

## L'alveare: visite e invasioni
Per il riparo che rappresenta e le provviste che contiene, l'alveare attira molti animali, più o meno desiderati:
- le formiche e le forbicine, che si sistemano nel coprifavo, ma non entrano nell'alveare;
- la tarma della cera, farfalla parassita che invece penetra nell'alveare: la sua larva consuma cera e rovina in poco tempo gli alveari fragili. Quelli forti, invece, sono in grado di difendersene.
- durante l'inverno, il topo di campagna, che apprezza nell'alveare il nascondiglio riparato per trovare calore.
- il picchio verde, poi, non esita a bucare le pareti di legno degli alveari, a caccia di larve iperproteiche.

## La moltiplicazione delle colonie

### La sciamatura
Le colonie si riproducono per sciamatura. Il meccanismo con cui le famiglie decidono di sciamare è fondamentalmente legato alla circolazione all'interno dell'arnia dei ferormoni prodotti dall'ape regina, che ne segnalano la presenza: se tali ferormoni circolano in quantità insufficiente (ad esempio perché una regina troppo anziana non ne produce più in quantità sufficiente, o viceversa perché in un'arnia troppo affollata la circolazione dell'aria che li trasporta è impedita) le operaie percepiscono la famiglia come orfana e iniziano ad allevare una regina nuova. Nel meccanismo tuttavia sono coinvolti altri fattori il cui meccanismo non è ancora totalmente ben chiaro, quali il periodo dell'anno (al di fuori della tarda primavera la sciamatura in generale non avviene se non per famiglie malate che devono abbandonare il nido), la quantità di raccolto disponibile ecc.
All'inizio della primavera se la situazione è favorevole vengono prodotte alcune cellette reali. Alcuni giorni prima della nascita delle nuove regine, la vecchia lascia l'alveare assieme a circa la metà delle operaie presenti nell'arnia, in particolare bottinatrici, per formare uno sciame; al momento della partenza, tutte le operaie si riempiono il sacco melario di provviste sufficienti per 48 ore: per questo periodo le api non sono aggressive perché sazie e quindi per due o tre giorni il loro intento sarà solo quello di trovare una nuova dimora e non saranno interessate ad aggredire, ma abbastanza tranquille e inoffensive.
Questo sciame parte alla ricerca di un riparo: può essergli fornito dall'apicoltore, che lo cattura e lo sistema in un nuovo alveare, oppure esso si inselvatichisce e trova riparo in un albero cavo, in un buco, in un camino in disuso o simili.
Siccome non può esservi più di una regina per ogni colonia, nell'alveare la prima regina che nasce uccide immediatamente tutte le rivali che sono ancora nelle cellette. Una settimana dopo essa compie il volo nuziale.
Una colonia può produrre, tra l'inizio della primavera e l'inizio dell'estate, fino a tre sciami, che sono detti primario, secondario e terziario. Uno sciame secondario ha una regina giovane e può volare a chilometri di distanza, a differenza dello sciame primario. Ogni sciame indebolisce la colonia e non è detto che una famiglia che subisce una sciamatura terziaria riesca a svilupparsi a sufficienza durante la primavera e l'estate da essere in grado di superare l'inverno successivo.

### La sciamatura artificiale
Una colonia che perde la propria regina non può sopravvivere, senza l'individuo che depone le uova ed assicura la sopravvivenza del gruppo. Le operaie se ne rendono conto in un paio di giorni. Scelgono allora delle cellette che contengono uova prodotte da meno di 3 giorni ed allevano le larve che esse contengono esclusivamente a base di pappa reale.
Per moltiplicare la colonia, quindi, gli apicoltori prelevano in un alveare popoloso dei favi con cellette contenenti uova di meno di 3 giorni, che sono coperti di operaie, e li trasferiscono in un nuovo alveare con favi ricchi di provviste (sciroppo di zucchero e succedanei del polline come farina di soia o altro). Se tutto va bene, due settimane più tardi nasce una nuova regina.
Questo, tuttavia, è un sistema piuttosto primitivo, poiché in tale modo si perdono circa 11-12 giorni prima che nasca la nuova regina, e altri (fino a un ulteriore mese) prima che questa venga fecondata e possa utilmente deporre. È molto meglio allevare a parte la regina, e creare uno sciame quando se ne ha a disposizione una già feconda, in modo da non avere periodi morti di covata nella bella stagione (che è quella utile alla colonia per svilupparsi e accumulare scorte di miele).

### Selezione e allevamento delle regine
le razze
L'ape è un imenottero appartenente al genere Apis che comprende quattro specie sociali, di cui tre originarie dell'Asia: Apis dorsata, Apis florea e Apis cerana. L'Apis mellifera si trova naturalmente in Europa, in Africa, nel Vicino Oriente e in una parte della Siberia, mentre nell'America del nord e del sud, in Australia e nella Nuova Zelanda è stata introdotta dai colonizzatori. La grande diffusione geografica della specie ha prodotto razze dai caratteri morfologici e dai comportamenti diversificati.
Le razze europee più note sono identificate per zone geografiche, separate da montagne che gli sciami non possono superare, dove sono indigene ed hanno vissuto con pochi contatti esterni.
- L'ape nera (Apis mellifera mellifera, nella classificazione di Linneo del 1758) è indigena dell'Europa settentrionale e diffusa dalla Francia, all'Inghilterra, alla Germania, alla Polonia fino alla Russia europea.
- L'ape gialla italiana (Apis mellifera ligustica, nella classificazione di Massimiliano Spinola del 1806) occupa la maggior parte dell'Italia.
- L'ape carnica (Apis mellifera carnica nella classificazione di August Pollmann del 1879) è originaria della Slovenia e dell'Austria e diffusa in Friuli e nelle Alpi del Veneto e del Trentino.
- L'ape caucasica dalla lunga tromba (Apis mellifera caucasica classificata da Pollmann nel 1889) vive principalmente nel Caucaso e in Georgia.

Razze meticce sono state create dall'azione umana, volontaria o no.
Una delle più apprezzate è l'ape Buckfast, creata da un frate, Frère Adam. Questa razza è il risultato di più di 70 anni di incroci, selezioni, viaggi di studio, che hanno prodotto un metodo ripreso da molti allevatori europei che hanno continuato il lavoro del frate.
Il pedigree di quest'ape è al momento l'unico pubblicato su Internet, e per alcuni allevatori risale al 1925. Nel sito di un produttore danese vengono descritte le sue qualità:
"Il ceppo Buckfast riunisce in una sola ape un buon numero delle qualità ricercate, come robustezza, bassa tendenza a sciamare, dolcezza, facilità di manipolazione, resistenza alle malattie e istinto di gruppo".
Però il produttore danese dimentica di dire che è proprio per colpa degli allevatori delle cosiddette Regine Buckfats che in Danimarca c'è stato in questi ultimi anni un dilagarsi della peste americana che ormai infesta tutto il paese. Gli apicoltori discepoli di Padre Adam concentrati nell'allevare regine "docili, manipolabili, con bassa tendenza alla sciamatura" hanno trascurato proprio quello che in questi anni si è rivelata l'attitudine più importante dell'ape, cioè l'attitudine igienico-sanitaria, il pulirsi e pulire le altre api e l'arnia. L'attitudine igienica delle Buckfast danesi si è talmente degradata da costringere qualche anno fa l'allora responsabile ministeriale all'apicoltura Henrik Hansen ad inviare agli allevatori di regine Buckfast una lettera in cui rimproverava loro la scelta dei criteri di selezione e la riduzione delle facoltà igieniche di questo ibrido, mettendo anche in evidenza le sue preferenze per l'ape gialla italiana, l'ape ligustica.

Oggi in Danimarca non si parla più di Buckfast, ma di ape-combinata.

Altra cosa importante da rilevare è l'inverosimile aggressività di questo ibrido già alla seconda generazione. Se l'apicoltore lascia fare il cambio della regina alle api stesse e non interviene sostituendo la regina vecchia con una nuova otterrà una famiglia di api estremamente aggressiva.
Un altro esempio di incrocio è quello dell'ape detta africanizzata. Questo incrocio nacque nel 1957, in Brasile, con l'importazione dall'Africa dell'ape Apis mellifera scutellata (Lepeletier, 1836) che era sembrata meglio adattarsi al clima tropicale. Questa razza si mischiò con l'ape creola, discendente delle api iberiche importate dai conquistadores. L'incrocio, nel quale le caratteristiche - vigore e prolificità - davano un importante vantaggio evolutivo, invase tutta la zona tropicale e subtropicale delle Americhe.
Lo studio dei caratteri razziali, morfologici e comportamentali è l'oggetto della biometria. I suoi apporti in apicoltura sono importanti poiché permettono di conoscere l'influenza dei caratteri genetici sulle qualità dell'ape studiata.

### Selezione
La selezione è praticata come in altri settori dell'agricoltura, tende a migliorare l'ape per soddisfare i bisogni dell'apicoltura. Le qualità ricercate nell'ape sono di essere vigorosa, produttiva, dolce, che si disperda poco, resistente alle malattie.

### Allevamento
Tutti gli apicoltori praticano, nel loro alveare, la selezione, anzitutto scegliendo il ceppo negli alveari più forti, al momento della sciamatura artificiale. Ma, per praticare una selezione più rigorosa, occorre poter disporre di un gran numero di colonie. Alcuni apicoltori si sono quindi specializzati nella produzione di regine selezionate.

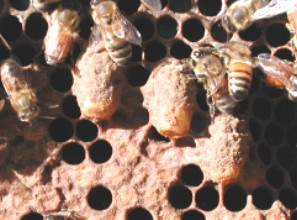
celle da regine

A questo scopo dispongono di alveari dedicati a tale uso. Vengono preparati telaini predisposti per contenere molte cellule da regina, chiamati cupolini. In fondo ai cupolini vengono poste delle larve che non abbiano più di 24 ore, il più possibile piccole; questa operazione si chiama traslarvo e si effettua con un particolare utensile detto picking.I telaini così preparati vengono introdotti in arnie private della regina. Le operaie nutrici si occupano delle larve fornendo loro in abbondanza pappa reale nella formula adatta alla loro età, per opercolare (= chiudere) le cellette. Per precauzione, gli alveoli vengono protetti con piccole griglie cilindriche, a protezione dagli attacchi di qualche regina nata prematuramente.
Prima della nascita delle regine, ogni celletta viene sistemata in un piccolo alveare da fecondazione, completo di operaie e di favi di covata opercolati, che non consentono di produrre nuove regine. Nel mese successivo alla nascita, le regine devono essere fecondate, sia naturalmente, da un certo numero di maschi del proprio ambiente (da 15 a 25), sia artificialmente. Nel primo caso gli alveari da fecondazione vengono posti preferibilmente in una zona satura di maschi (fuchi) del ceppo selezionato, magari su un'isola. Nel secondo caso, viene praticata una inseminazione artificiale, iniettando nella regina 8-12 μL di sperma ottenuto da una ventina di maschi selezionati, per avere una covata pura.

## Operazioni apistiche

### Le protezioni

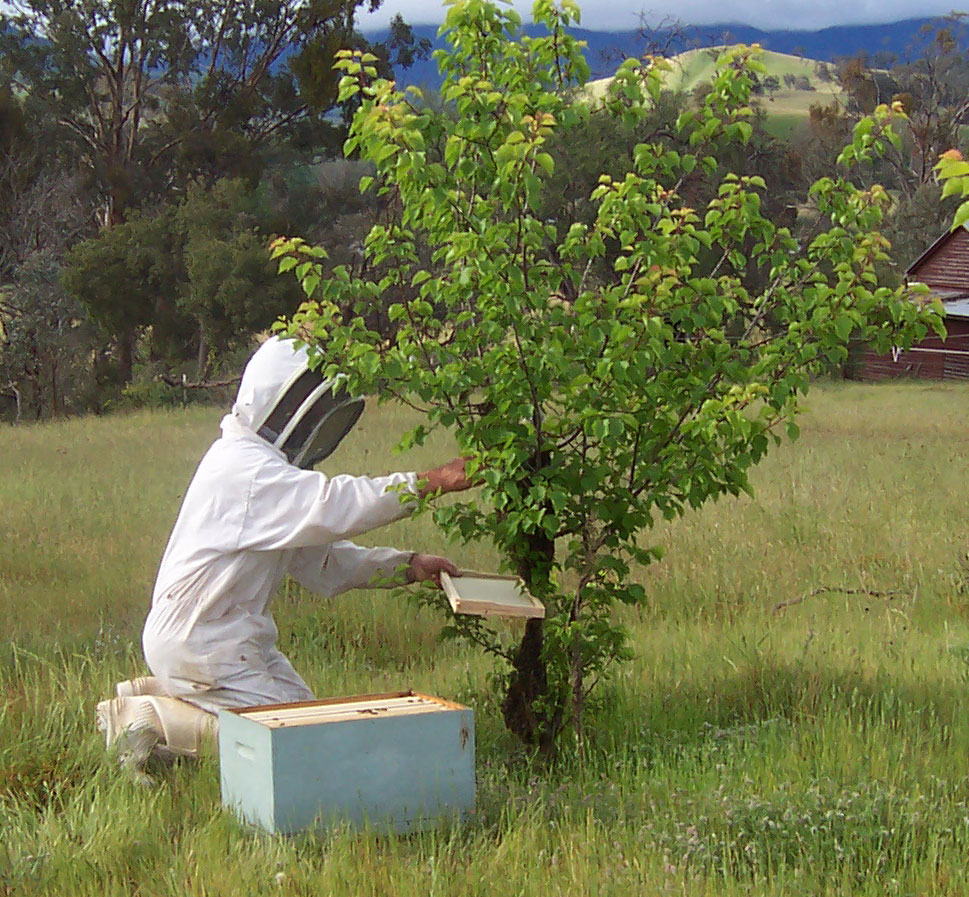
apicoltore che raccoglie uno sciame

Il rischio di punture richiede che l'apicoltore si protegga. Le api attaccano preferibilmente la testa e le parti oscure della figura, che per loro rappresentano degli orifizi, come le orecchie, ma anche gli occhi e i capelli.
L'abbigliamento dell'apicoltore deve perciò essere chiaro, e in generale è color crema. La protezione minima è costituita da una copricapo munito di un velo nero piuttosto fitto; i guanti sono utili per i principianti, ma limitano la precisione delle manipolazioni, ma è bene ricordarsi che senza guanti siamo più a rischio di prendere punture.

### L'affumicamento
Solitamente l'intervento all'interno dell'alveare richiede l'affumicamento dello sciame. Questa operazione si fa con l'aiuto di un affumicatore. Ne esistono numerosi modelli, che funzionano tutti allo stesso modo. Il fumo è prodotto da un combustibile contenuto in un recipiente di lamiera, la combustione viene mantenuta incompleta e produce molto fumo. Un soffietto permette la fuoruscita del fumo dal recipiente e, attraverso un ugello conico, di orientarne la direzione. Il materiale bruciato può essere paglia, aghi di pino, cartone grezzo, juta.

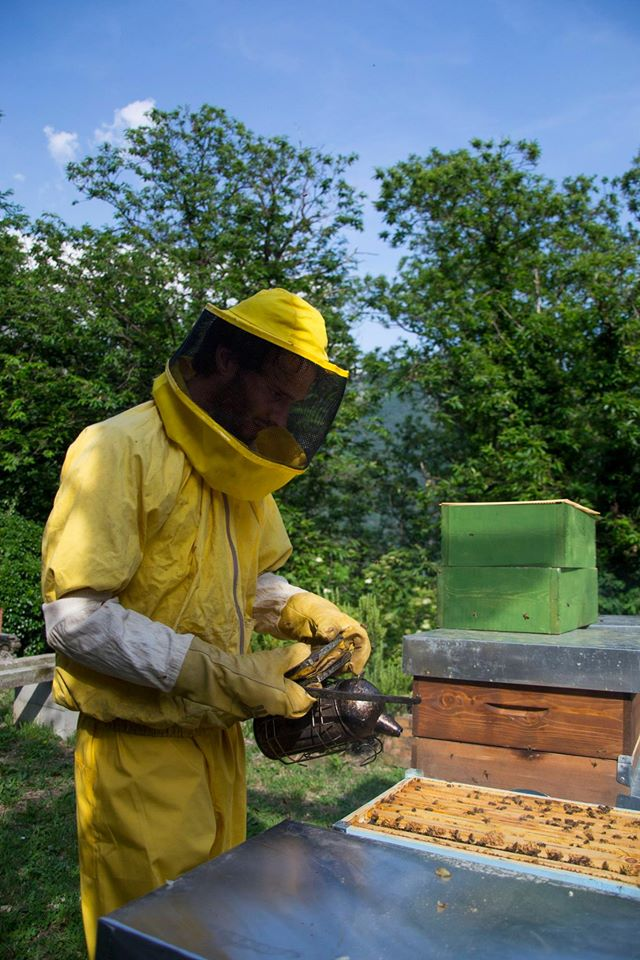
Apicoltore al lavoro con l'alveare

Quando il fumo penetra nell'alveare, le api si sentono in pericolo, si preparano a fuggire e fanno provviste ingozzandosi di miele. Si dice che l'alveare si mette in ronzio, e in effetti dall'alveare proviene un ronzio caratteristico. Dopo l'affumicatura, sono meno aggressive perché, piene di miele, non possono curvare l'addome per pungere.
Un certo numero di api lascia l'alveare e si aggira nei dintorni, e a questo punto l'apicoltore può intervenire all'interno, continuando ad inviare sbuffi di fumo sulle api per tutta la durata del suo lavoro.
Finita l'attività (e l'affumicamento), le api ventilano l'alveare per cacciarne il fumo, e dopo quindici / venti minuti riprendono la loro attività.
Esistono anche metodi meno aggressivi, visto che l'affumicamento crea stress nelle api, un esempio è quello di attendere le ore più calde del pomeriggio dove la maggior parte delle api saranno occupate nella raccolta del polline, inoltre con il tempo le api creano un rapporto sociale con l'apicoltore evitando di pungere quest'ultimo, sempre se non abbia usato comportamenti di minaccia.

## L'apicoltura nomadista o la transumanza
Nell'apicoltura stanziale gli alveari sono fissi e il territorio di raccolta delle api non supera il raggio di 2 o 3 km attorno all'alveare - il che pone dei limiti alla raccolta.
L'apicoltura nomade consiste nello spostare gli alveari da un posto all'altro in funzione della presenza di piante nettarifere (cioè delle basi zuccherine da fornire alle api). Inoltre tali spostamenti consentono la produzione di mieli uniflorali permettendo una migliore offerta del prodotto finale. La transumanza è una tecnica di allevamento assai antica, già praticata dai nomadi, che trasportavano i loro alveari a dorso d'animale. In Italia sul Po, come in Egitto sul Nilo, gli alveari venivano caricati su appositi battelli che risalivano il fiume verso le regioni dalle melate più favorevoli. Quando si raggiungeva una certa linea di galleggiamento, gli alveari erano pieni.
Oggi gli spostamenti degli alveari avvengono su strada: li si carica al calare della notte (quando tutte le api sono rientrate) e si scaricano all'alba.
I veicoli utilizzati, dal rimorchio per auto al camion, variano in funzione dell'importanza dell'allevamento. Spesso gli alveari sono scaricati e risistemati nella zona scelta per il pascolo, ma a volte, per ridurre le manutenzioni, gli alveari vengono lasciati su veicoli attrezzati allo scopo. Gli spostamenti sono spesso funzionali a variazioni di altitudine, e al procedere della stagione, cominciando dalle pianure e vallate precoci tra aprile e giugno, seguendo le fioriture più tardive di luglio e agosto, per finire con la raccolta delle melate d'abete, prima di tornare a svernare in pianura. L'agricoltura utilizza i servizi dell'apicoltura nomade per l'impollinazione dei frutteti.

## I prodotti dell'alveare

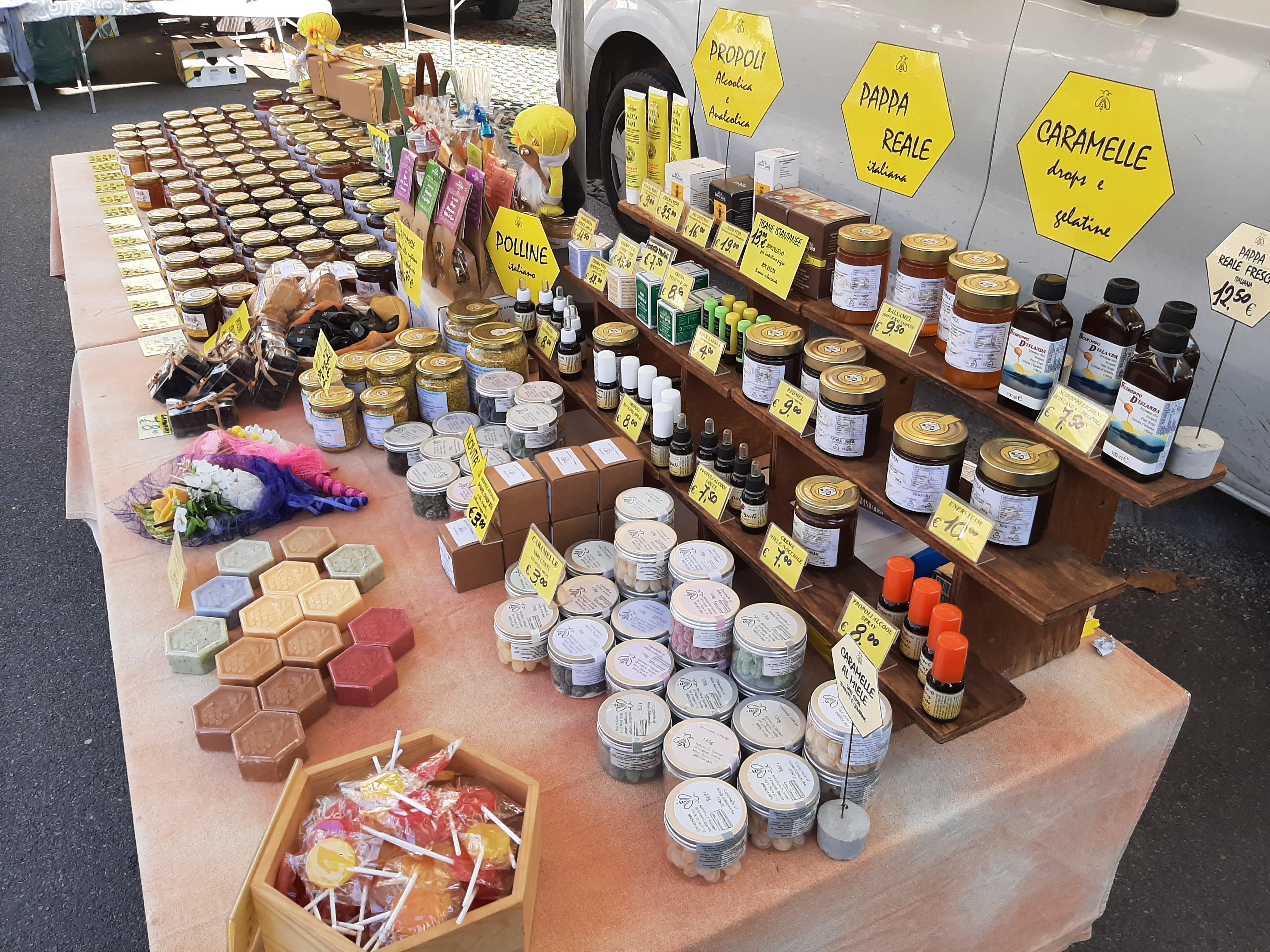
Prodotti dell'apicoltura in vendita al mercato rionale di Castegnato.

### Il miele

#### Produzione
Il miele è prodotto dall'ape sulla base di sostanze zuccherine che essa raccoglie in natura.
Le principali fonti di approvvigionamento sono il nettare, che è prodotto dalle piante da fiori (angiosperme), e la melata, che è un derivato della linfa degli alberi, prodotta da alcuni insetti succhiatori come la metcalfa, che trasformano la linfa delle piante trattenendone l'azoto ed espellendo il liquido in eccesso ricco di zuccheri.
Per le piante, il nettare serve ad attirare vari insetti impollinatori, allo scopo di assicurare la fecondazione dei fiori. A seconda della loro anatomia, e in particolare della lunghezza della proboscide (tecnicamente detta ligula), le api domestiche possono raccogliere il nettare solo da alcuni fiori, che sono detti appunto melliferi.
La composizione dei nettari varia secondo le piante che li producono. Sono comunque tutti composti principalmente da glucidi, come saccarosio, glucosio, fruttosio e acqua.
Il loro tenore d'acqua può essere importante, e può arrivare fino al 90%.
La produzione del miele comincia nel gozzo dell'operaia, durante il suo volo di ritorno verso l'alveare. Nel gozzo l'invertasi, un enzima che ha la proprietà di scindere il saccarosio in glucosio e fruttosio, si aggiunge al nettare, producendo una reazione chimica, l'idrolisi, che dà, appunto, glucosio e fruttosio.
Giunta nell'alveare, l'ape rigurgita il nettare, ricco d'acqua, che deve poi essere disidratato per assicurarne la conservazione.
A questo scopo, le bottinatrici lo depongono in strati sottili sulla parete delle celle. Le operaie ventilatrici mantengono nell'alveare una corrente d'aria che provoca l'evaporazione dell'acqua. Quando questa è ridotta ad una percentuale dal 17-18%, il miele è maturo. Viene quindi immagazzinato in altre cellette, che una volta piene saranno sigillate con un sottile strato di cera (opercolate).

#### Varietà di mieli
L'apicoltura offre mieli assai vari per origine, sapore e aspetto.
Il miele è detto uniflorale se proviene da un'unica varietà di fiori: l'apicoltore ha sistemato le proprie arnie giusto al momento della produzione del nettare del fiore desiderato, e le ha ritirate subito dopo, per raccoglierlo. Gli altri mieli sono detti millefiori, e può esserne indicata la provenienza geografica.

#### Alcuni tipi di miele
- miele di acacia o robinia: di sapore dolce, è liquido, chiaro ed ha tempi di cristallizzazione estremamente lunghi.
- miele di arancio: ha un aroma intenso che ricorda il profumo dei fiori di zagara, colore giallo paglierino chiaro, sapore di media intensità, quando cristallizza assume un colore bianco avorio.
- miele di barena: Il miele di barena deriva dal nettare della pianta Limonium vulgare, fam. Plumbaginaceae, presente nelle barene lagunari, presenta una consistenza media e un colorito opaco, giallognolo.
- miele di cardo: ha un aroma che ricorda un bouquet di fiori, colore dorato, sapore intenso, cristallizza lentamente.
- miele di castagno: dal gusto carico, è vischioso e bruno.
- miele di colza: con un leggero sapore di cavolo, è di color chiaro e forma rapidamente una granulazione spessa.
- miele di erica multiflora: ha un aroma intenso e persistente, colore ambra con caratteristici riflessi arancio, la cristallizzazione è veloce con pasta morbida molto fine e spalmabile.
- miele di lavanda: molto profumato, di color crema, presenta una granulazione molto fine.
- miele di limone: ha un aroma deciso, colore ambra con tonalità rossicce, sapore intenso, cristallizza in pasta morbida.
- miele di montagna: millefiori, il sapore e l'aspetto dipendono dal territorio di produzione.
- miele di rosmarino: ha un colore giallo pallido quasi bianco, odore gradevole leggermente balsamico e sapore delicato, cristallizza con cristalli fini.
- miele di sulla: ha un aroma molto delicato, colore giallo paglierino chiaro, sapore poco intenso erbaceo, non altera il gusto delle bevande, quando cristallizza assume un colore bianco avorio.
- miele di timo: è notevolmente aromatico, cristallizza dopo alcuni mesi spesso con cristalli irregolari, colore da ambra chiaro ad ambra, odore floreale e speziato abbastanza persistente.
- miele di achillea: di colore scuro, ha un sapore dolciastro e aromatico. Per le sue proprietà antinfiammatorie è indicato per problemi allo stomaco e alle ovaie, mestruazioni dolorose e disturbi di menopausa.
- miele di melata: di colore molto scuro, ha un gusto che può ricordare il caramello, è molto denso ed ha tempi di cristallizzazione estremamente lunghi, più ricco di sali minerali rispetto ai mieli di nettare, meno dolce degli altri
- miele di enula:
- miele di biancospino:
- miele di marruca:

### La pappa reale
La pappa reale è prodotta dalle secrezioni del sistema ghiandolare cefalico delle api operaie (ghiandole ipofaringee e ghiandole mandibolari) tra il 5º e il 14º giorno di vita (le operaie vengono chiamate in questo periodo nutrici).
È una sostanza biancastra dai riflessi madreperlacei, di consistenza gelatinosa, di sapore caldo, acido e leggermente dolce, che costituisce l'esclusivo nutrimento di:
- tutte le larve della colonia, senza eccezione, dalla schiusa al terzo giorno di vita;
- delle larve scelte per diventare regine, fino al quinto giorno di vita;
- della regina della colonia per tutta la sua vita, dal momento in cui lascia la cella reale.

#### Composizione della pappa reale
La pappa reale contiene in media:
- Lipidi: 4, 5%
- Glucidi: 14, 5%; in gran parte si tratta di glucosio e fruttosio (monosaccaridi), e, in proporzioni assai minori, di saccarosio, maltosio, erlosio, trealosio e melibiosio
- Protidi: 13% (amminoacidi allo stato libero o combinati)
- Acqua: circa il 66%.

Contiene anche vitamine (la pappa reale è il prodotto più ricco di vitamina B5 che si conosca in natura), oligoelementi, acetilcolina (fino a 1 mg/g), fattori antibiotici particolarmente attivi contro l'Amoeba proteus e l'escherichia coli B (più nota sotto il nome di colibacillo).

#### Raccolta e conservazione della pappa reale
La produzione di pappa reale richiede tecniche particolari, perché le api ne producono soltanto la quantità necessaria all'allevamento delle covate, e non viene immagazzinata. È praticata da apicoltori specializzati.
L'alveare è condotto come si è visto sopra per l'allevamento delle regine.
Le operaie creano cellette da regine sul telaino predisposto, le nutrici servono pappa reale in abbondanza alle giovani larve. Dopo 3 giorni le cellette sono al massimo di caricamento. Allora i telai vengono ritirati, e si preleva la pappa reale per aspirazione, celletta per celletta. La larva contenuta nella celletta viene gettata via.
Un alveare può produrre da 300 a 500 grammi di pappa reale l'anno.
Dopo essere stata estratta, la pappa reale viene messa in flaconi di vetro, chiusi ermeticamente con un tappo di plastica (il metallo si ossida perché la pappa reale è acida, con un pH di 4), e riposta al freddo (tra 0° e 5 °C), in atmosfera secca e al riparo dalla luce. In queste condizioni la pappa reale si conserva perfettamente per molti mesi.
Bisogna notare che, a differenza degli altri prodotti dell'alveare, la pappa reale non può essere considerata un alimento adatto ad una dieta vegana in quanto la sua produzione richiede l'uccisione delle larve di ape regina coinvolte.

### Il polline

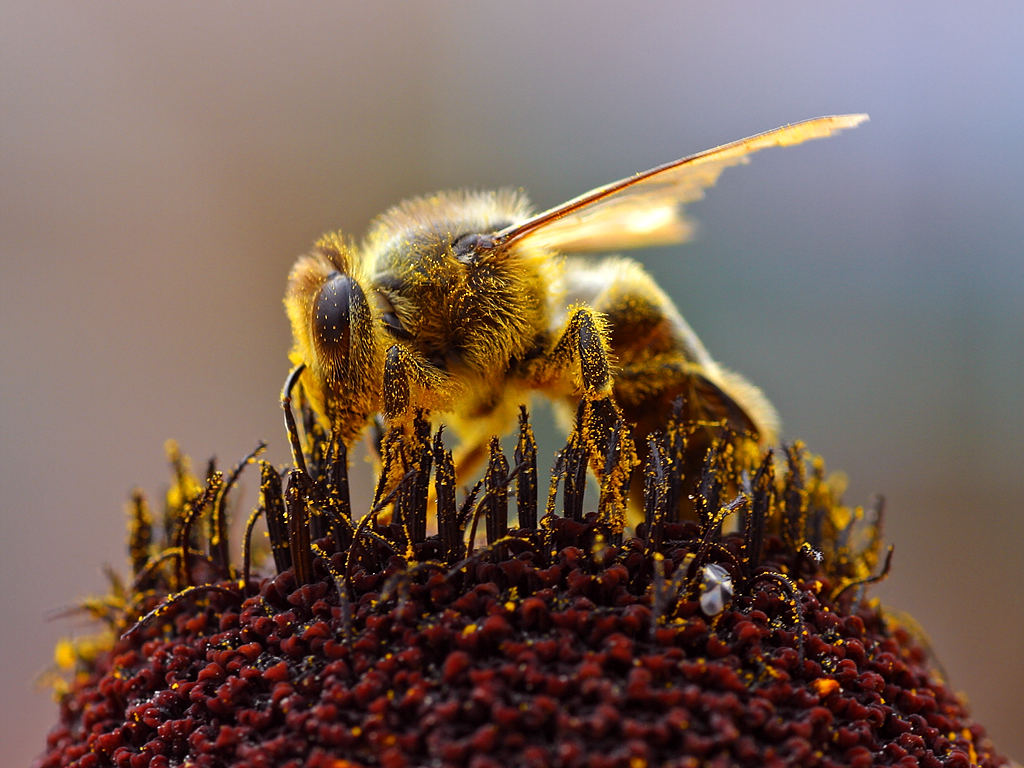
Ape impollinata

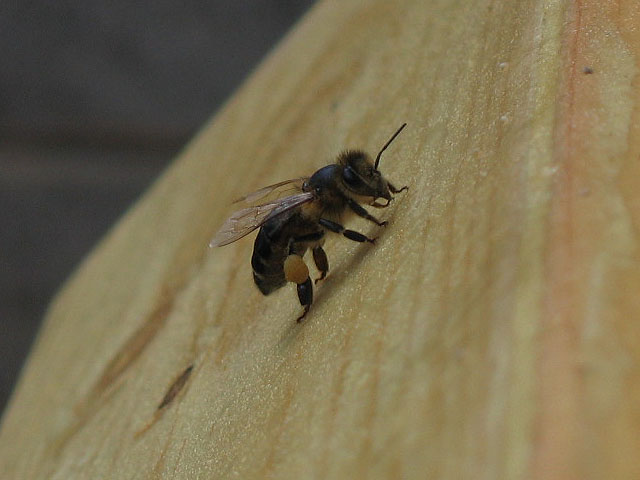
Ape che torna all'alveare con il polline, visibile sulla zampa posteriore

Nei vegetali superiori il granello di polline costituisce l'elemento fecondante maschile del fiore.
Il polline si trova nella parte terminale degli stami (antera). La sua forma, il colore, le dimensioni variano considerevolmente da una pianta all'altra. Per essere fecondato, un fiore deve ricevere del polline sul suo pistillo (organo femminile delle piante da fiore).
Essendo sempre presente in piccole quantità, lo studio del polline contenuto nel miele permette di identificarne la provenienza botanica. Questa tecnica di identificazione del miele sulla base del polline in esso contenuto si chiama melissopalinologia.
Gran parte delle piante entomofile utilizza gli insetti, per l'impollinazione. L'ape, passando di fiore in fiore, depone granuli di polline dell'uno sul pistillo dell'altro. Essa è quindi particolarmente utilizzata per l'impollinazione delle piante coltivate, in particolare di quelle da frutto. Si stima che il valore economico prodotto dalle api attraverso l'attività di impollinazione sia da 1 a 15 volte superiore al valore dei prodotti dell'alveare.
La raccolta del polline da parte dell'ape è resa possibile dall'adattamento specifico delle zampe posteriori delle operaie: essa utilizza la spazzola da polline situata sulla faccia interna del metatarso per recuperare il polline che le impolvera il corpo, poi lo spinge nella sacca da polline situata sulla faccia esterna della tibia della zampa opposta, attorno ad un unico pelo che funge da rocchetto per il gomitolo di polline. Un rocchetto pesa circa 6 milligrammi, l'ape ne trasporta due. Nell'alveare, il polline viene stivato da altre operaie, che lo spingono negli alveoli con la testa.

#### Composizione del polline
Il polline è anzitutto, per le api, una fonte di protidi, e a questo titolo entra nella composizione della pappa che viene distribuita alle larve.
Il polline è ricco anche di altre sostanze; la sua composizione media è la seguente:
- protidi: 20% (amminoacidi liberi e proteine)
- glucidi: 35% (provenienti dal miele)
- lipidi: 5%
- acqua: 10% - 12%

Come nella pappa reale, vi si ritrovano anche vitamine, oligoelementi, enzimi (amilasi, invertasi, alcune fosfatasi), sostanze antibiotiche attive contro tutti i ceppi di colibacilli e contro alcune salmonelle. Vi si ritrova anche la rutina, che è un bioflavonoide acceleratore della crescita, estrogeni e molti pigmenti che danno al polline il suo colore specifico.

#### Raccolta e conservazione del polline
La raccolta del polline è abbastanza recente. Gli apicoltori hanno messo a punto una trappola da polline collocata all'ingresso dell'alveare. Per entrarvi, le api devono passare attraverso aperture strette, che provocano la caduta dei rocchetti di polline in un cassetto situato al di sotto. Il dispositivo è congegnato in modo da prelevare solo il 10% del polline riportato, in quanto esso è indispensabile alla buona salute e alla crescita della colonia.
I cassetti sono prelevati ogni giorno, al massimo ogni due giorni. I granuli di polline vengono seccati ventilando con una corrente d'aria a 40 °C le griglie su cui vengono posti. Sono secchi quando si staccano l'uno dall'altro.
Idrofili, vanno conservati in recipienti a chiusura ermetica. Un nuovo metodo di conservazione è la surgelazione diretta della raccolta dei cassetti.

### La propoli

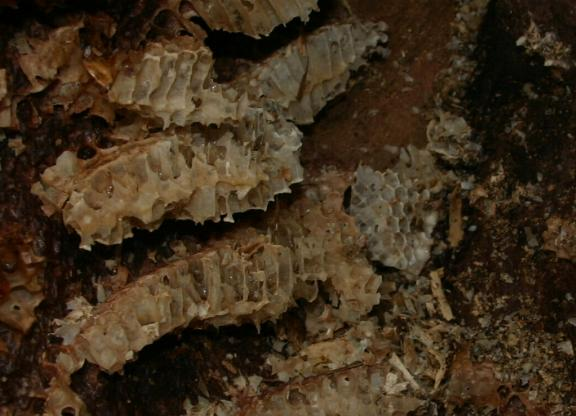
resti di un alveare in un albero abbattuto

Il termine propoli viene dal greco pro, che vuol dire davanti, e polis, la città. È un materiale utilizzato come malta per ridurre o adattare la dimensione delle aperture dell'alveare in funzione delle condizioni climatiche.
Col nome propoli si indica tutta una serie di sostanze resinose, gommose e balsamiche, di consistenza viscosa, raccolte dalle api su alcuni vegetali (essenzialmente gemme e scorza di certi alberi), che esse portano nell'alveare ed elaborano parzialmente, mescolandole a secrezioni proprie (soprattutto cera e secrezioni salivari).
Le principali essenze (cioè specie arboree) produttrici di propoli sono delle conifere (pino, abete, peccio), molte specie di pioppo - che sembrano essere la principale materia prima - e poi ontani, salici, ippocastani, betulle, susini, frassini, querce, olmi.
Nell'alveare, la propoli ha molti usi. È un materiale che serve a riempire, otturare, rinforzare i favi o le parti difettose. È una sorta di vernice disinfettante posta in strati sottili nelle cellette prima della deposizione delle uova da parte della regina, o a mo' di intonaco, per levigare le pareti interne. Serve anche a mummificare gli intrusi morti evitandone la decomposizione, quando sono troppo grossi per essere portati fuori dall'alveare dalle api stesse.

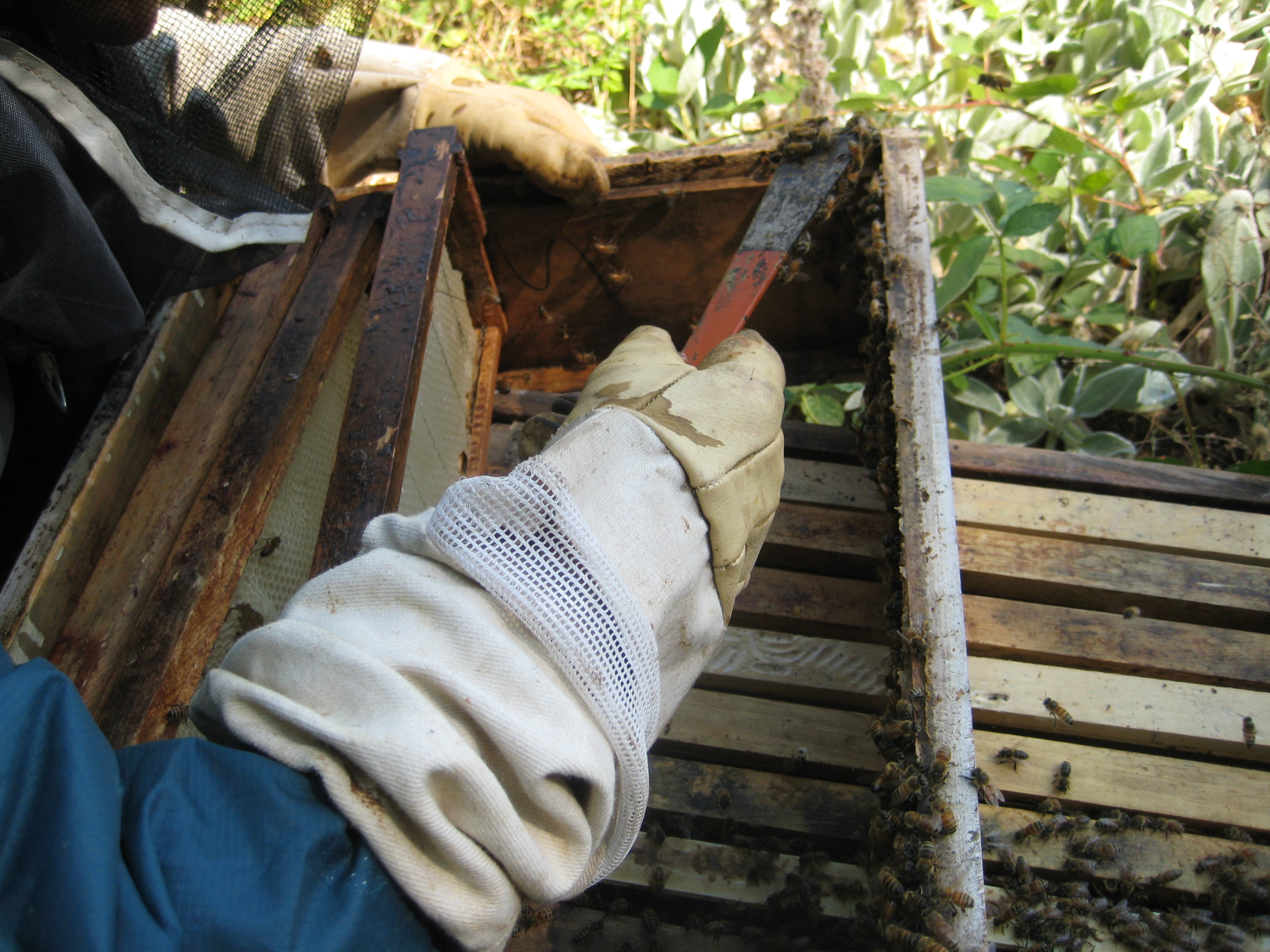
Propoli ricavata dal melario

#### Composizione
La propoli raccolta nell'alveare è complessivamente composta come segue:
- resine e balsami: 50 - 55%
- cera: 30 - 40%
- oli volatili o essenziali: 5 - 10%
- materie diverse: 5%

La propoli contiene anche molti altri elementi, come acidi organici, molti flavonoidi, oligoelementi, molte vitamine.
La tintura di propoli viene anche utilizzata per curare lievi malesseri di stagione (mal di gola, raffreddore ect)

### La cera

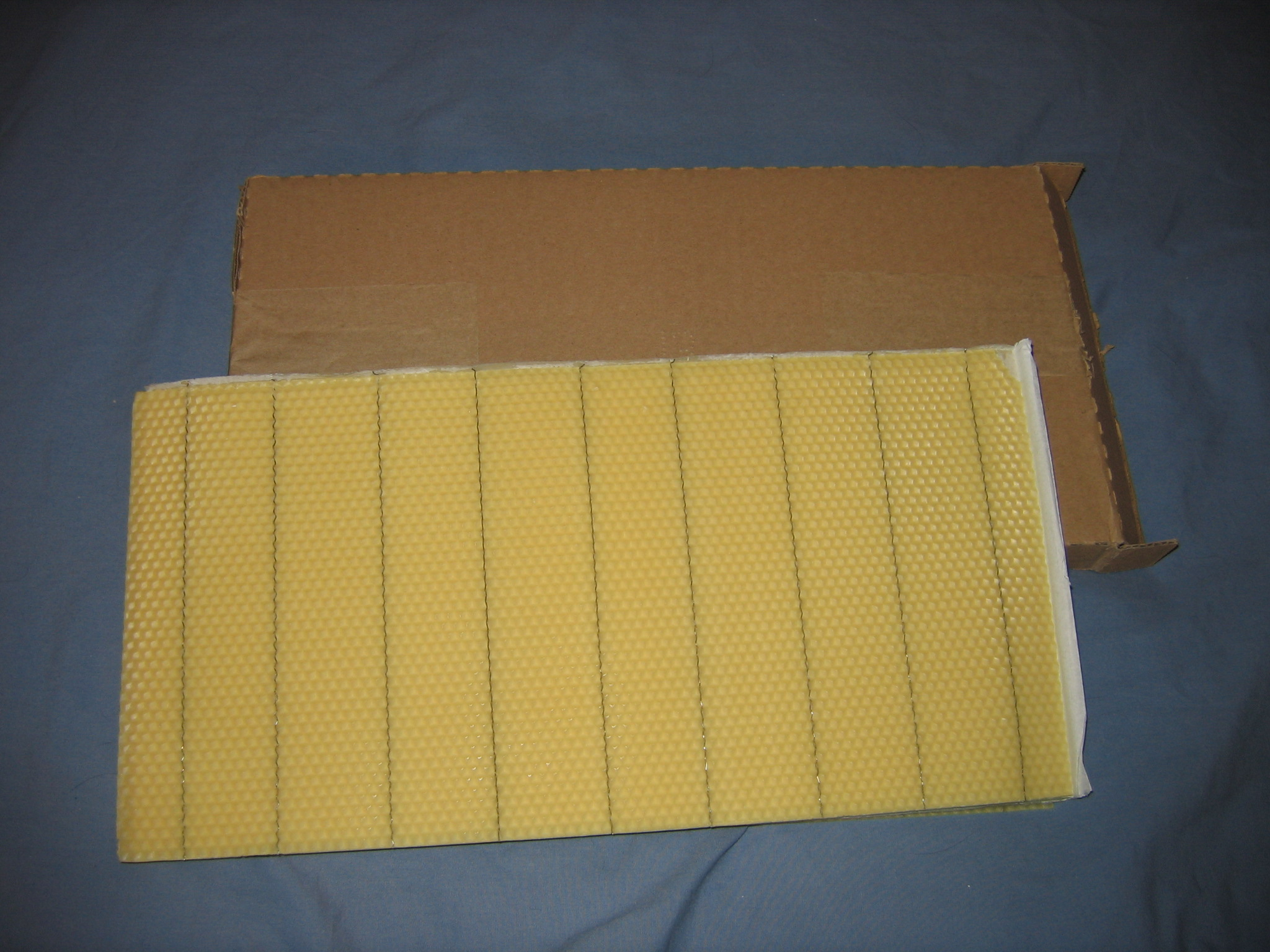
foglio di cera per alveare

La cera è una secrezione prodotta da 8 ghiandole situate sull'addome delle api giovani, tra i 12 e i 19 giorni, per costruire i favi. L'ape ha bisogno di miele, da 10 a 11 kg, per produrre un kg di cera.
La cera appartiene alla famiglia chimica dei lipidi, è costituita da acidi e alcoli grassi a catena molto lunga (da 20 a 60 atomi di carbonio). Il suo punto di fusione è attorno ai 64 gradi Celsius, e la sua densità è 0, 97. È insolubile nell'acqua e resiste all'ossidazione.
Viene ancora utilizzata nella fabbricazione di candele e di encaustici per la falegnameria e i parquet. In apicoltura si usa per la fabbricazione di fogli di cera stampata che vengono posti negli alveari per economizzare miele.

## L'apiterapia
L'apiterapia è il "trattamento delle malattie con prodotti raccolti, trasformati e secreti dalle api, e in particolare: polline, propoli, miele, pappa reale e veleno".
Nella medicina tradizionale le virtù del miele e della propoli sono note da tempi antichissimi.
Negli ultimi decenni, studi scientifici hanno permesso di confermare e di meglio comprenderne le proprietà. Essendo recenti le tecniche di raccolta, è recente l'uso del polline e della pappa reale, ma molti studi hanno permesso di scoprirne le proprietà. Tra i nuovi aspetti terapeutici è particolarmente rilevante l'uso del veleno d'ape.

## Un'organizzazione incredibilmente efficace
L'osservazione di molti fatti e fenomeni legati alla vita delle api mostra che la loro organizzazione obbedisce a principi fortemente economici, che sarebbero certo giudicati come completamente totalitari, se applicati a società umane.
Alcuni esempi:
- le operaie sono interamente al servizio della comunità e muoiono normalmente sul lavoro;
- lo stesso accade per i maschi, il cui ruolo è strettamente ed esclusivamente legato alla riproduzione.
- le api operaie dedite alla guardia dell'alveare non esitano a sacrificarsi attaccando nemici più forti di loro; muoiono quando pungono, non potendo sopravvivere alla perdita del dardo o della parte posteriore dell'addome.
- nella bella stagione, la regina depone uova ininterrottamente, da 1500 a 2000 al giorno.
- una giovane regina appena uscita dalla cella reale se non è ancora avvenuta la sciamatura, uccide immediatamente le sorelle più vecchie, giacché in una colonia è normalmente presente una sola ape regina.
- quando una nuova regina esce dalla cella reale è la vecchia che, con le operaie che l'accompagnano, si assume tutti i rischi lasciando l'alveare, dato che la sciamatura avviene senza alcuna garanzia di trovare un nuovo posto adatto.
- ogni individuo improduttivo è ucciso, senza esitazioni: anche le larve sono espulse dall'alveare se, dopo un episodio di primavera precoce che ha incoraggiato le vecchie operaie sopravvissute all'inverno ad avviare la nuova cova, sopravviene un ritorno di freddo che brucia la vitalità delle nuove larve.
- le operaie smettono di nutrire i maschi, la cui utilità come riproduttori è finita, quando la stagione è troppo avanzata; ciò compromette le possibilità di sopravvivenza di una colonia che, perdendo la propria regina, dovrebbe allevarne immediatamente una nuova (il che richiederebbe 16 giorni di allevamento, poi il tempo di fecondazione, prima di poter avviare la successiva covata e l'allevamento di nuove generazioni di operaie destinate a proteggere la regina durante l'inverno imminente).
- la forma esagonale della sezione delle celle ottimizza la quantità di cera necessaria a costruirne le pareti, inoltre questa particolare forma permette di sopportare un peso elevato.
- di più: nel 1712 l'astronomo Giovanni Domenico Maraldi, nipote di Cassini, dimostrò che gli angoli delle tre losanghe eguali giustapposte che costituiscono il fondo delle celle, che non è piano, non misurano rispettivamente 120° e 60°, ma 109° 28' et 70° 32': le celle situate su una faccia del favo non sono infatti opposte simmetricamente a quella dell'altra faccia, ma sfalsate - l'asse della cella su una faccia è infatti sempre situato nel prolungamento dell'intersezione della parete comune a 3 celle contigue dell'altra faccia. Si può dimostrare che questa proprietà corrisponde, per le celle, al volume massimo per una superficie data: la quantità di cera utilizzata viene così assolutamente ridotta al minimo e ottimizzata (il coseno dell'angolo ottimale è 1/3 e corrisponde appunto a 70° 32').

## La Giornata mondiale delle api
Il 20 maggio di ogni anno si celebra la Giornata mondiale delle api: la data scelta è in onore al giorno della nascita dello sloveno Anton Janša, pioniere della moderna apicoltura.

## Persone chiave nell'apicoltura
- Sant'Ambrogio (340-397) vescovo di Milano, Santo patrono degli apicoltori e della città di Milano.
- Udalrico Fantelli (1706-1784), sacerdote, esperto apicoltore , studioso di biologia delle api e autore di un trattato sulle api e sull’apicoltura.
- Francesco Gerloni (1835-1918) apicoltore appassionato, studioso e docente di apicoltura, divulgatore e formatore, autore di numerosi scritti sulle api e l'apicoltura razionale.
- Padre Adam (1898-1996), nato in Germania, infaticabile viaggiatore apicolo, e autore di numerose opere, creò, per incrocio dei migliori ceppi, l'ape buckfast. Buckfast è il nome dell'abazia, che si trova in Scozia, dove frate Adam visse e praticò l'apicoltura.
- Gaston Bonnier (1853-1922) - Celebre botanico francese che ha lavorato con G. De LAYENS sugli alveari aperimentali, che furono un riferimento in questo campo.
- Charles Dadant (1817-1902) - Nato in Francia, raggiunse gli Stati Uniti nel 1863 dove mette a punto l'alveare che porta il suo nome. La società familiare che fonda perdura ancora dopo 5 generazioni.
- Georges de Layens
- Jean Hurpin. Debutta in apicoltura nel 1900. Nel 1920, con l'istitutore «Jean GUERRE», fonda il giornale «L'Ape di Francia e l'apicoltura». Perfeziona l'alveare De Layens e pubblica molte opere sull'apicoltura.
- Lorenzo Lorraine Langstroth, reverendo americano, mette a punto il suo alveare nel 1860, uno fra i più diffusi al mondo.
- Jean-Baptiste Voirnot (1844-1900) abate francese, creatore dell'alveare Voirnot
- Giuseppe Leandri, di San Giovanni in Croce (CR), ideatore della sceratrice solare, presenta la sua creazione alla Esposizione Nazionale del 1881 in Milano, dove il Consiglio Dei Giurati gli conferisce la medaglia d'argento. Il metodo da lui ideato è citato in: G. Canestrini - V. Asprea, Apicoltura, Milano, 1935, XIII Ed., Ulrico Hoepli Editore, 265.
- Karl von Frisch (1886-1982), etologo e zoologo austriaco che ha decifrato il linguaggio delle api, in particolare le loro danze per comunicare l'ubicazione delle fonti di nettare.
- Émile Warré (1867-1951) - abate francese, ha messo a punto l'alveare che porta il suo nome dopo aver studiato tutti i tipi di alveare disponibili nella sua epoca. Possedeva 350 alveari, con un minimo da 10 a 12 per modello, posti in situazioni identiche, stesso apiario, stessa direzione.

## Glossario
- Barre e barrette

teli disposti parallelamente e orizzontalmente in alto negli alveari, sotto i quali le api vanno a costruire i loro favi. L'apicoltore li abbozza fissando una banda di cera goffrata sulla faccia inferiore che servirà da guida alle api. Le barrette sono utilizzate negli alveari Warré, la loro larghezza è di circa 25 mm e il loro spessore è di circa 9 mm, non sono combacianti in modo che le api possano circolare tra il corpo e i diversi rialzi, l'ultimo piano è chiuso da un coperchio. Le barre sono utilizzate in alveari orizzontali tipo top-bar, la loro larghezza è di circa 35 mm e il loro spessore è di circa 25 mm. Sono montate combacianti e formano una volta posizionate il coperchio dell'alveare.
- Cella o alveolo

compartimento di sezione esagonale e con l'asse leggermente inclinato in relazione all'orizzontale (di circa 13°) che forma il motivo di base dei favi di un alveare e può servire a diversi usi: disidratazione dell'acqua del nettare, maturazione e stoccaggio del miele, stoccaggio del polline, allevamento delle larve di operaia.
- Cella di salvezza

cella costruita dalle operaie per la produzione di regine negli alveari orfani.
- Cera goffrata

presentata in fogli, si tratta di una pellicola di cera naturale sulla quale una macchina ha segnato a caldo e su entrambi i lati l'imbocco di fondo dei futuri alveoli: posti verticalmente su dei quadri di legno e rigidificati da un filo metallico situato nel loro spessore e che li percorre zigzag e da bordo a bordo, questi fogli facilitano il compito delle api ceraie alle quali l'apicoltore li propone come abbozzi sui quali vanno a costruire le pareti dei diversi alveoli.
- Covata

insieme delle uova, larve e ninfe contenuti in un alveare.
- Entomofile

si dice di piante che utilizzano gli insetti come vettore per la loro fecondazione.
- Fare la barba

comportamento delle api che denota che l'alveare è insufficientemente aerato o manca di freschezza; generalmente, si osserva questo fenomeno verso la fine dei pomeriggi più caldi d'estate: le api, battendo le ali con un brusio caratteristico, si dispongono in gran numero sul telaio di volo o restano sospese le une sulle altre, le più in alto sono appese al bordo del telaio di volo o sulla parete dell'alveare che sovrasta l'entrata;
- Gozzo

tasca comunicante con lo stomaco, isolata da questo da una valvola.
- Mellifere

piante che danno in abbondanza sostanze zuccherose accessibili alle api domestiche.
- Opercolo

fine membrana di cera che chiude una cella.
- Organolettico

che agisce sulla percezione sensoriale, per gli alimenti: gusto, odore, colore, aspetto, consistenza...
- Partizione

paratia mobile che aderisce alla sezione di un alveare, posta parallelamente ai ripiani permette di ridurre il volume dell'alveare. Allo scopo di facilitare il suo mantenimento in temperatura da parte delle api al momento dello svernamento o quando la colonia è debole.
- Telaio di volo

piccola superficie piana, posta alla base del corpo dell'alveare e leggermente inclinata verso l'esterno: serve da pista di decollo o d'atterraggio alle bottinatrici, e da posto di guardia alle api guardiane (sentinelle).
- Alveare orfano

alveare che non ha più la regina.
- Stato di ronzio

stato di un alveare affumicato che emette un ronzio intenso, in seguito al suo affumicamento.
- Spermateca

riserva nell'addome della regina contenente il seme dei fuchi che servirà a fecondare le uova di operaia e di regina.
- Top-Bar

termine anglo-sassone che indica le barre, è anche il nome di un alveare munito di queste barre. Quest'alveare, orizzontale, si presenta come una profonde gronda di sezione trapezoidale, chiusa da un tetto. Questo tipo di arnia ha la caratteristica di avere un favo mobile e naturale. Economico, è stato creato inizialmente per i paesi in via di sviluppo.